# Погоня (герб)
Пого́ня (зап.-рус. Погоня, бел. Паго́ня, пол. Pogoń, Погонь, лит. Waykimas) — герб Великого княжества Литовского и его земельных гербов, а также правящей династии Гедиминовичей с конца XIV века. В XX веке этот герб стали использовать как государственный — Белорусская Народная Республика (1918) и Республики Беларусь в 1991—1995 годах, а также Литовская Республика (1918—1940; с 1990). Также используется в различных геральдических символах в Белоруссии, Литве, Польше, России и Украине.
Описание классической версии: в червлёном поле серебряный всадник на серебряном коне, в правой руке всадника воздетый меч, в левой — щит с шестиконечным крестом. На некоторых изображениях с левой стороны у всадника ножны, из-под седла свисает трёхконечная попона (вальтрап). Название «Погоня» закрепилось за гербом лишь в конце XV — первой половине XVI веков.

## Герб Великого княжества Литовского
К 1366 году относится документ с печатью Ольгерда, на которой изображён всадник с мечом. С конца XIV века всадник изображён на фоне геральдического щита — на печатях Ягайлы (1386, 1387) и Витовта (1401). Таким образом герб Великого княжества Литовского возник в результате геральдизации изображения вооружённого всадника с портретных печатей великих князей литовских Ягайло и Витовта.
Изначально гербовое изображение обозначало суверенитет великого князя и имело некоторые различия в элементах: у всадника мог отсутствовать щит, в щите могли быть помещены «колюмны», а мог быть Патриарший или Лотарингский шестиконечный крест, в руках всадника могло быть копьё.
Согласно геральдисту Алексею Шаланде, название «Погоня» закрепилось за гербом лишь в конце XV — первой половине XVI веков в результате переосмысления изображения вооружённого всадника. Так, в 1562 году великий князь Сигизмунд Август приказал чеканить монеты-трояки с «гербом Погоней» на одной стороне. В привилее Ягайлы 1387 года описывается повинность, которая заключалась в обязанности конно преследовать врага не только рыцарями, но и всем населением, способным носить оружие. В латиноязычном документе сказано, что по-народному преследование врага называется pogonia. В этих условиях изображение вооружённого всадника стало символом защиты отчизны от врагов.
Название герба «Погоня» зафиксировано в Статуте ВКЛ 1566 года: «Теж мы Господарь даем под гербом того паньства нашего Великого князства Литовского Погонею печать до каждого повета».
С 1569 года Великое княжество Литовское входило в состав Речи Посполитой наряду с Короной Польской и другими землями. Поэтому с минимальными стилистическими изменениями «Погоня» была элементом герба Речи Посполитой до её ликвидации в 1795 году.

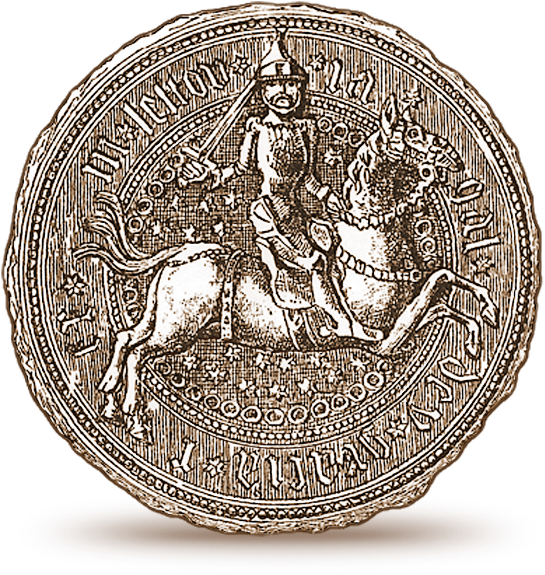
Печать Ягайлы. Ранее 1386 г. Легенда на латыни «Ягайло, Божье милостью король в(?) Леттов(ии)»
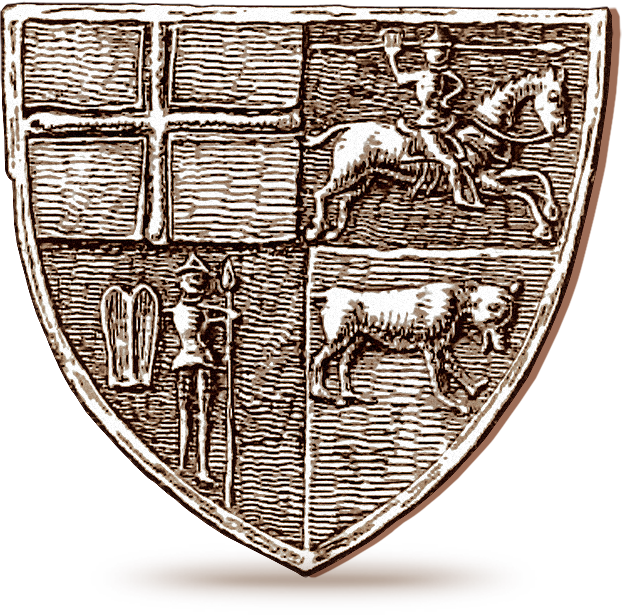
Герб с печати Вел. кн. Литовского Витовта. 1404 год. На гербе всадник с копьём
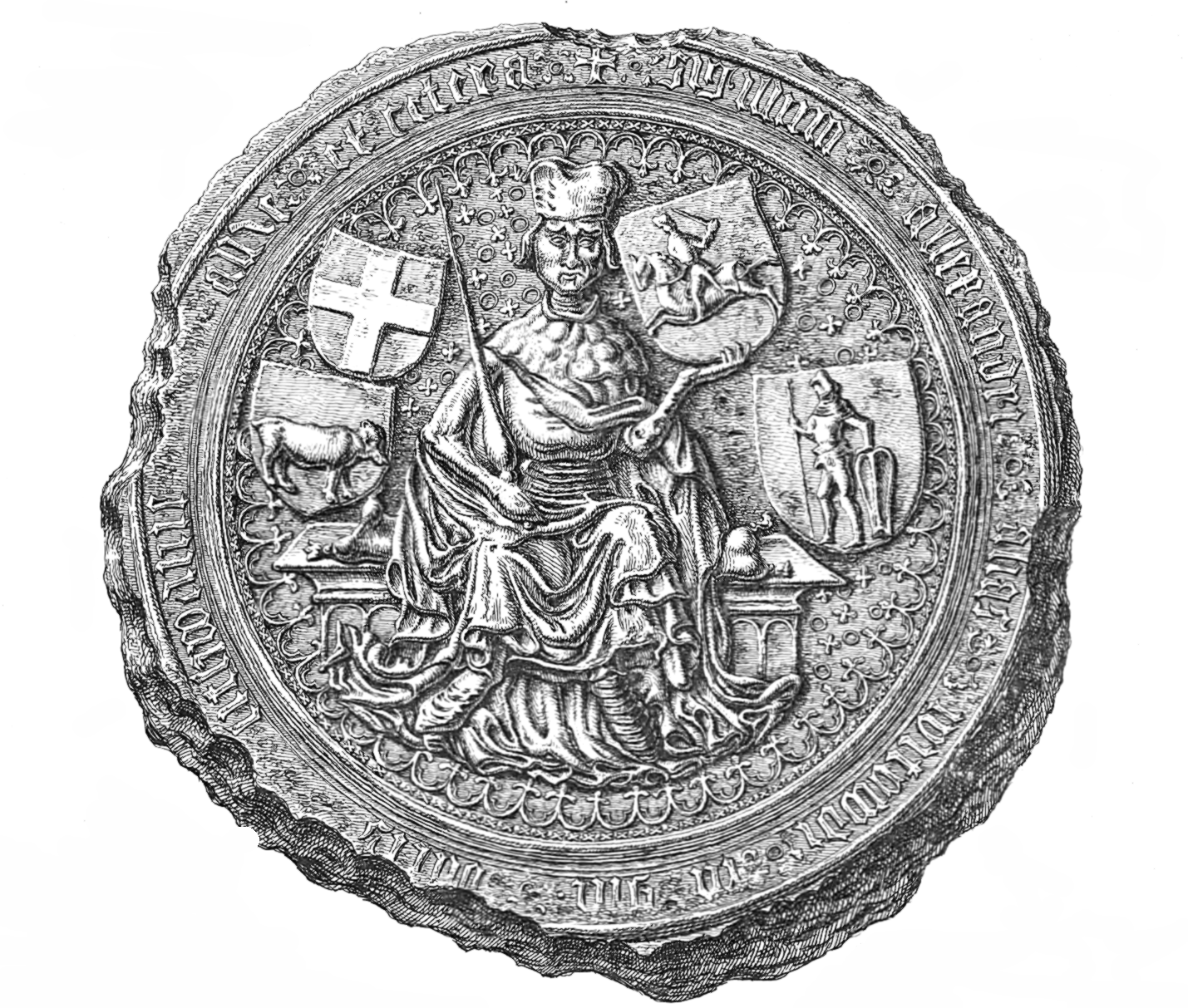
Большая («маестатная») печать Витовта, 1407 год
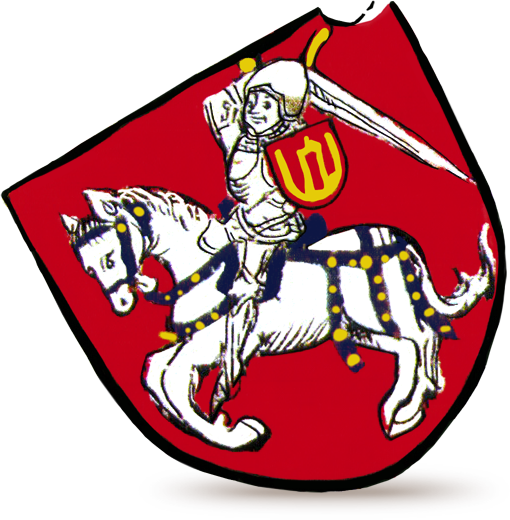
«Погоня» в гербовнике Кодекс Бергшамара, около 1435 года
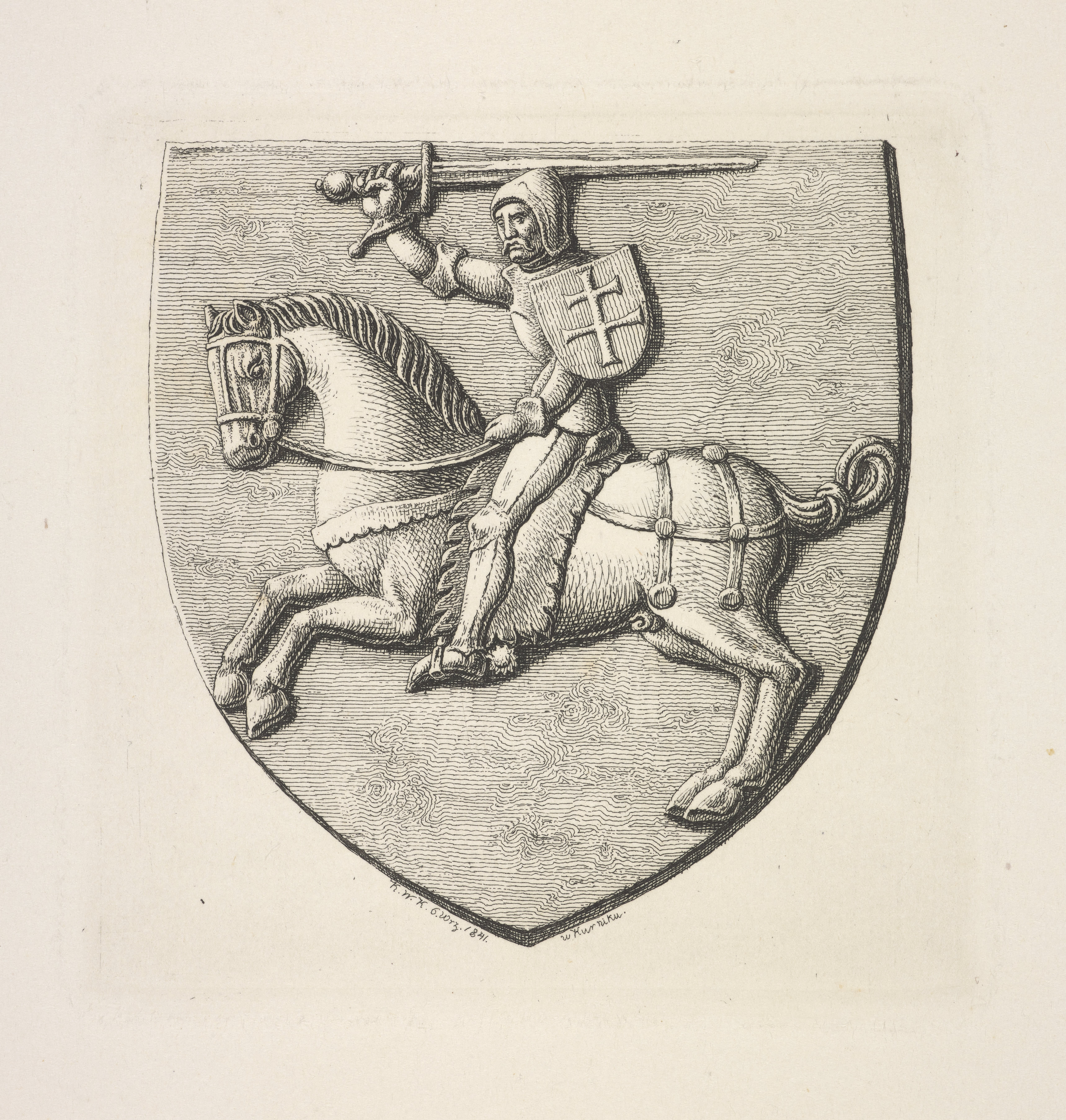
Герб «Пагоня» с надгробья Ягайло, 1434 г.
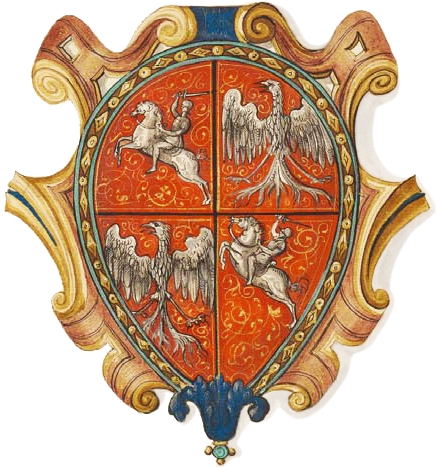
Герб Речи Посполитой
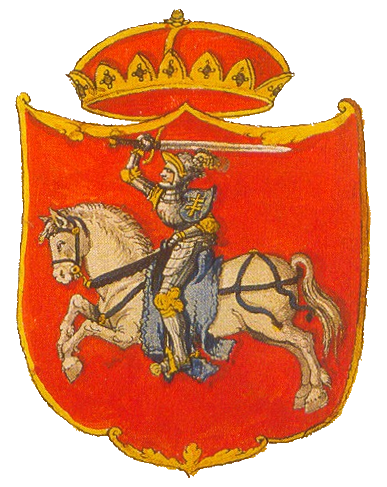
Герб Великого княжества Литовского, гербовник Stemmata Polonica[пол.], середина XVI века
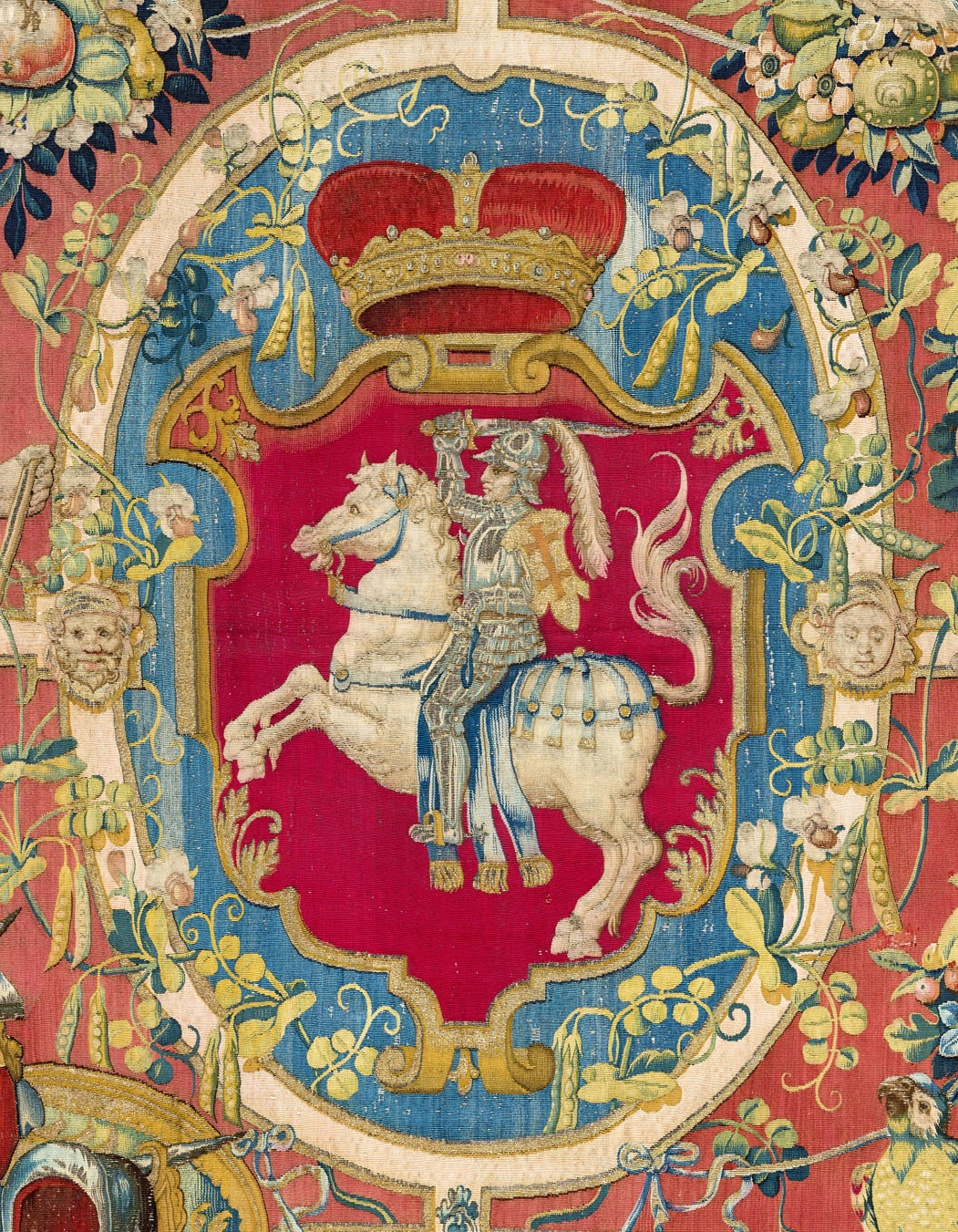
Гобелен из Собрания произведений искусства[англ.] Королевского замка в Вавеле[англ.]* (Краков)
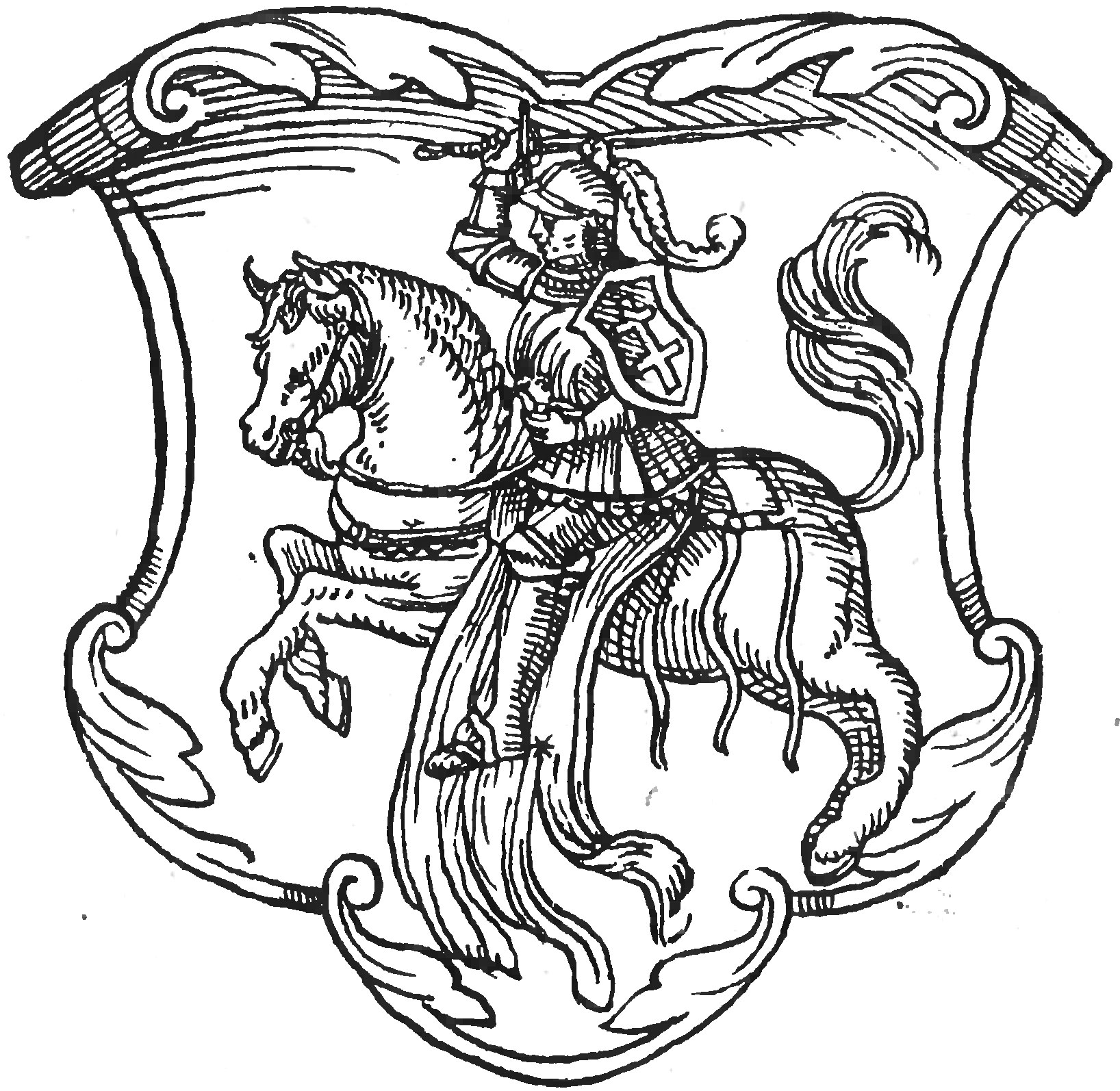
Герб Погоня из книги «Arma sive insignia Regni Poloniae» Marek Ambroży
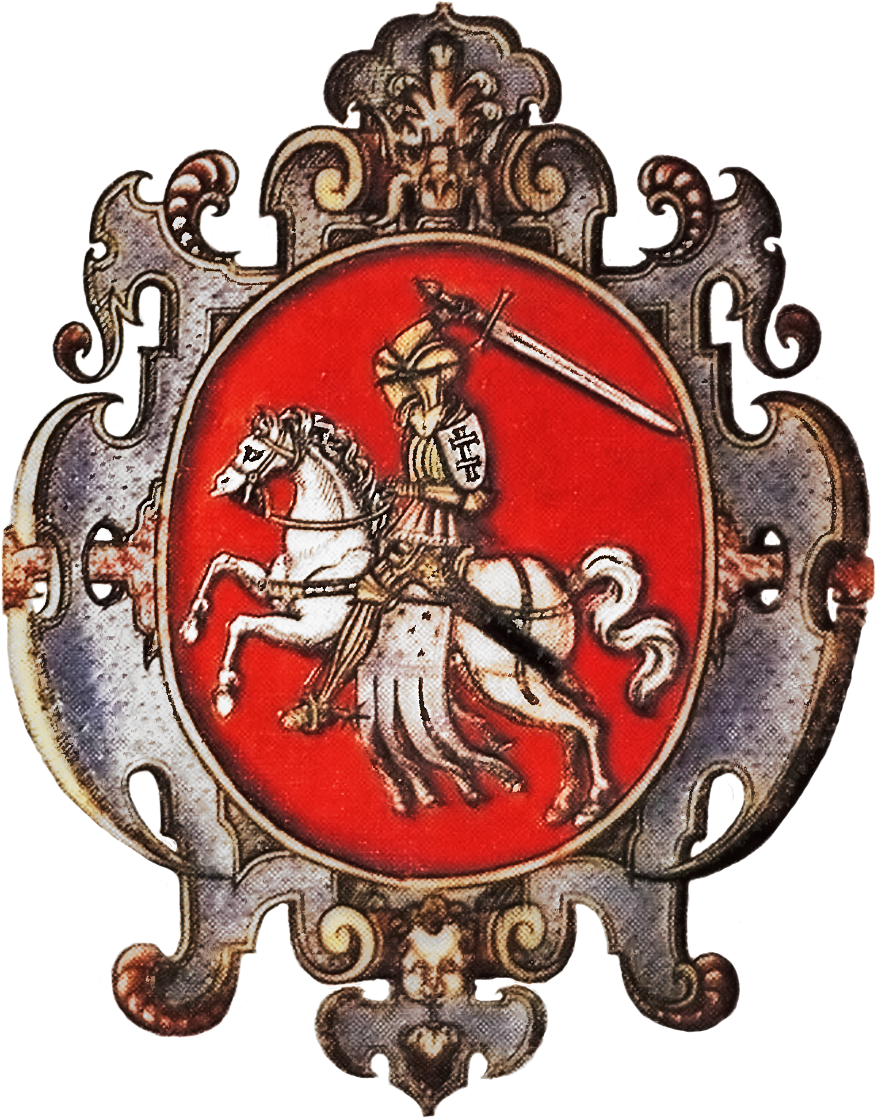
Герб Великого княжества Литовского, гербовник Эразма Камина, 1575 год
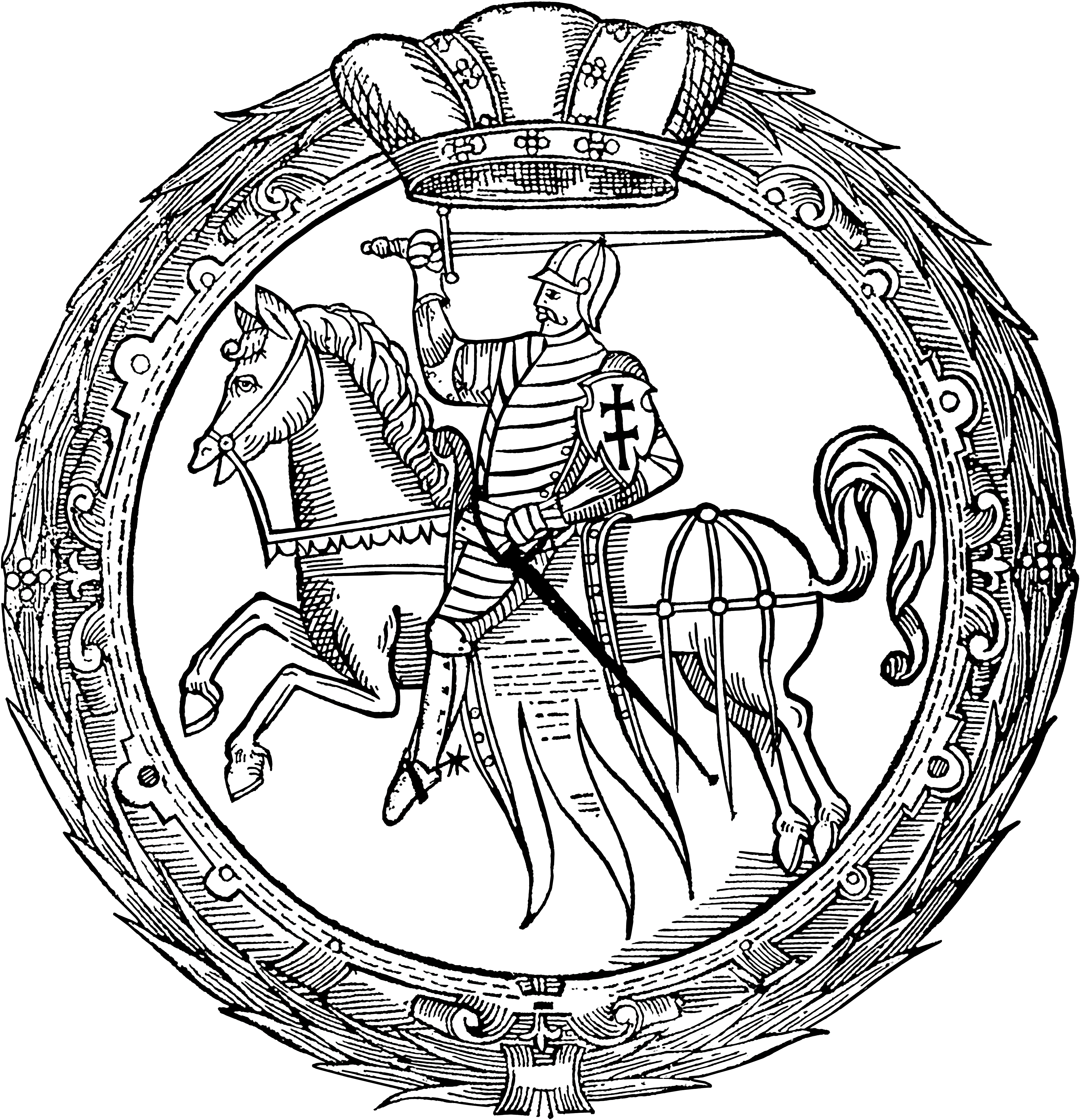
Герб из Статута ВКЛ 1588 года
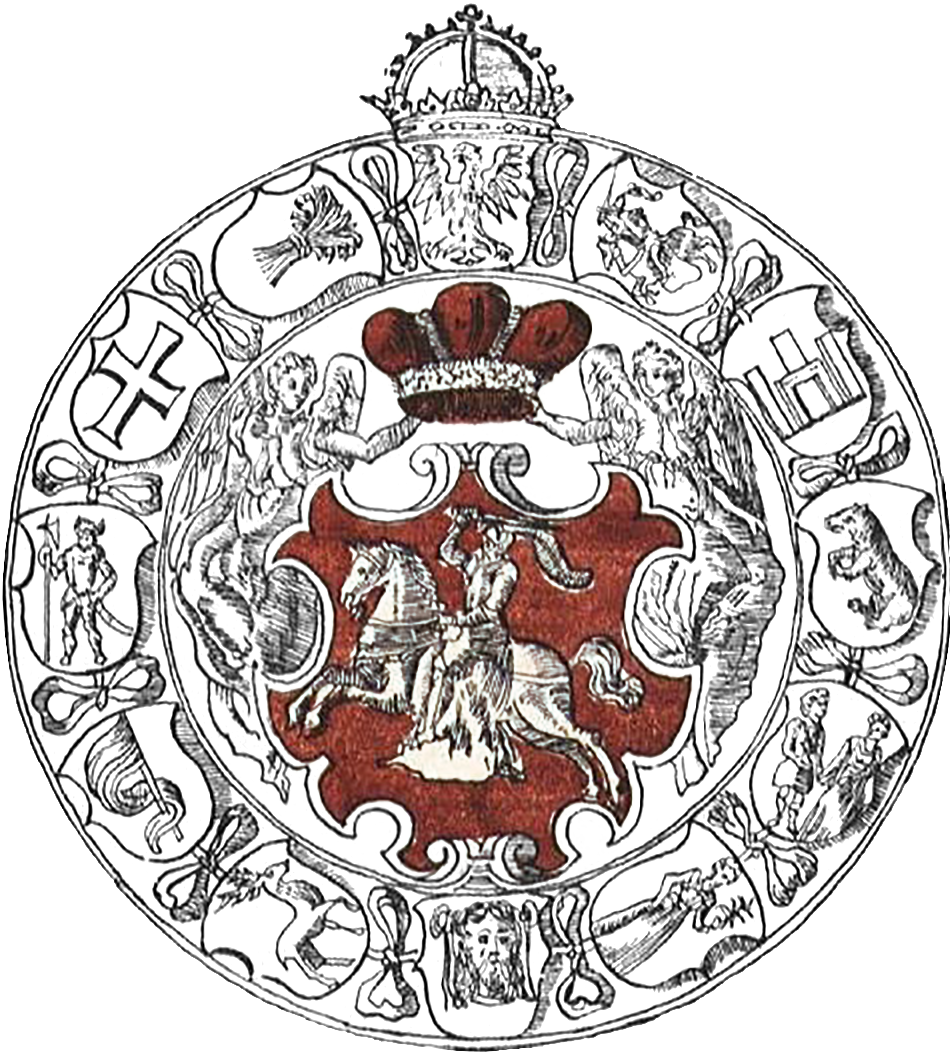
Герб из Виленского издания Статута ВКЛ. 1614
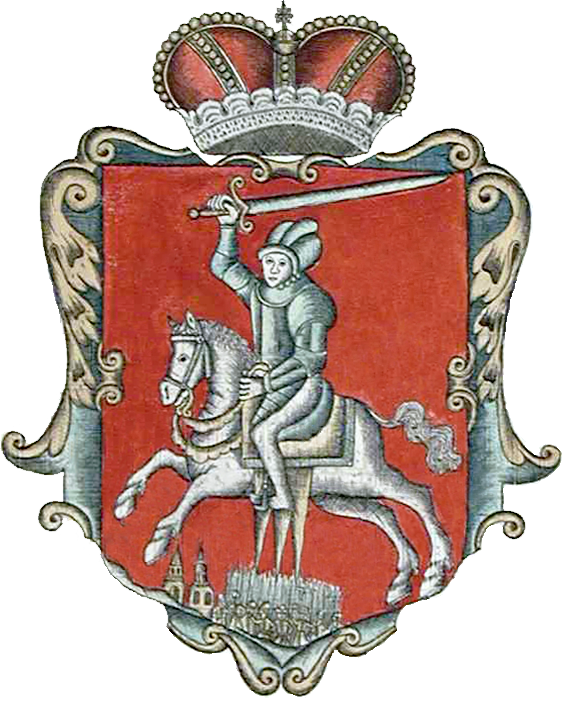
Герб ВКЛ из Царского титулярника. 1672 г.
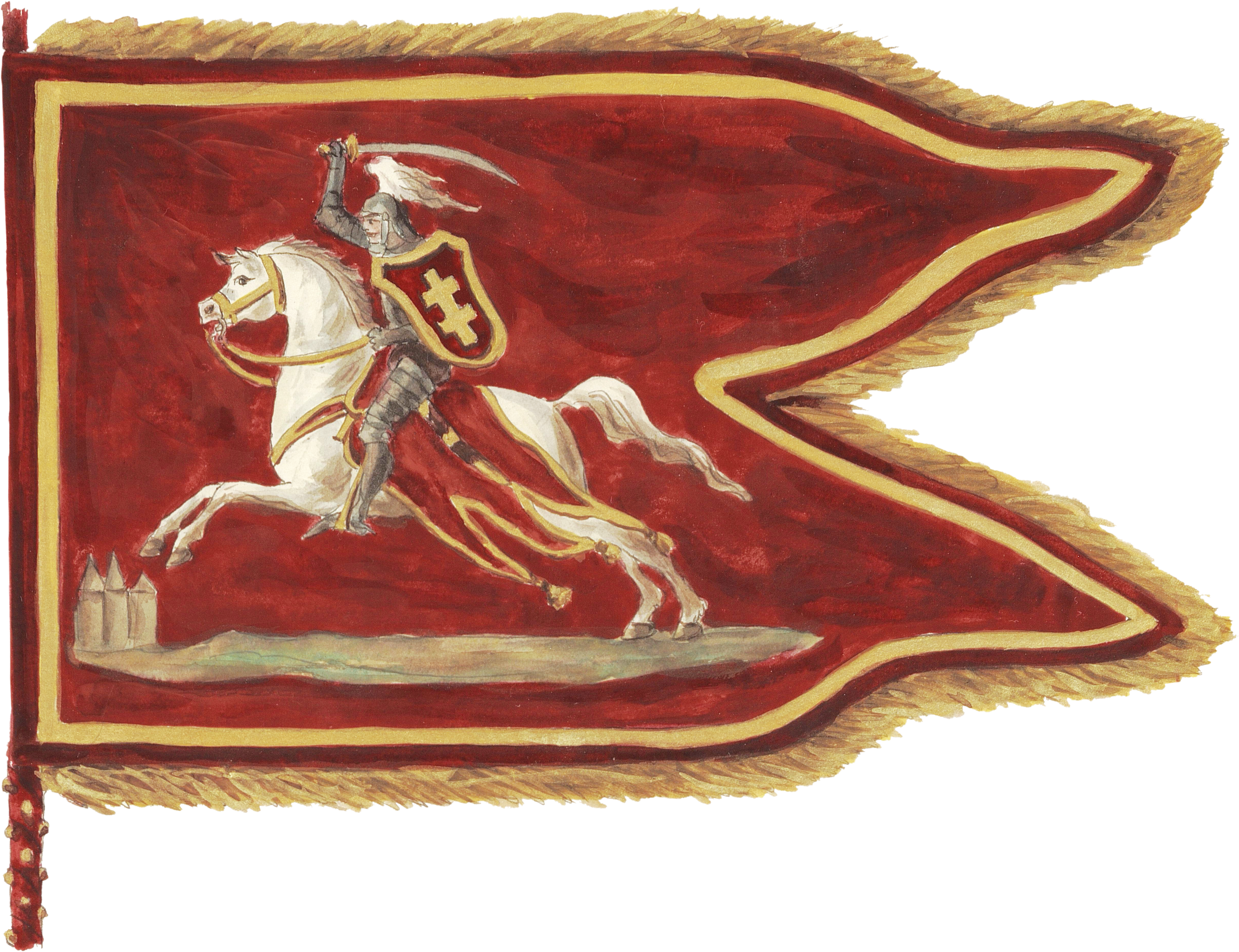
Военное знамя княжества в 1764—1792 годах
Герб с панно «Шествие князей» в Дрездене, 1904—1907 гг.

## На гербах восстаний
Во время Январского восстания 1863—1864 годов использовалась модифицированная версия герба, состоявшего уже из трёх полей. Третье поле занимал Архангел Михаил, покровитель Киева. Новый герб должен был представлять собой Речь Посполитую Трёх Народов, однако официально так никогда и не был использован.

Герб во время восстания 1830 года — — соединённые символы Польши, Литвы
Герб восстания 1863 г. — соединённые символы Польши, Литвы и Великого княжества Русского (Киевского воеводства)

## В Российской империи
После третьего раздела Речи Посполитой и включения земель Великого княжества Литовского в состав Российской империи «Погоня» как часть некоторых губернских гербов попала в состав государственного герба России. Также «Погоней» были заменены гербы многих городов — Вильны, Полоцка, Витебска и некоторых других. Всего к 1900 году «Погоня» являлась основной либо составной частью 22-х гербов городов Российской Империи, трёх губерний (Виленской, Витебской и Гродненской, герб 1808 года) и Белостокской области.

Герб княжеств и областей Белорусских и Литовских на гербе Российской империи
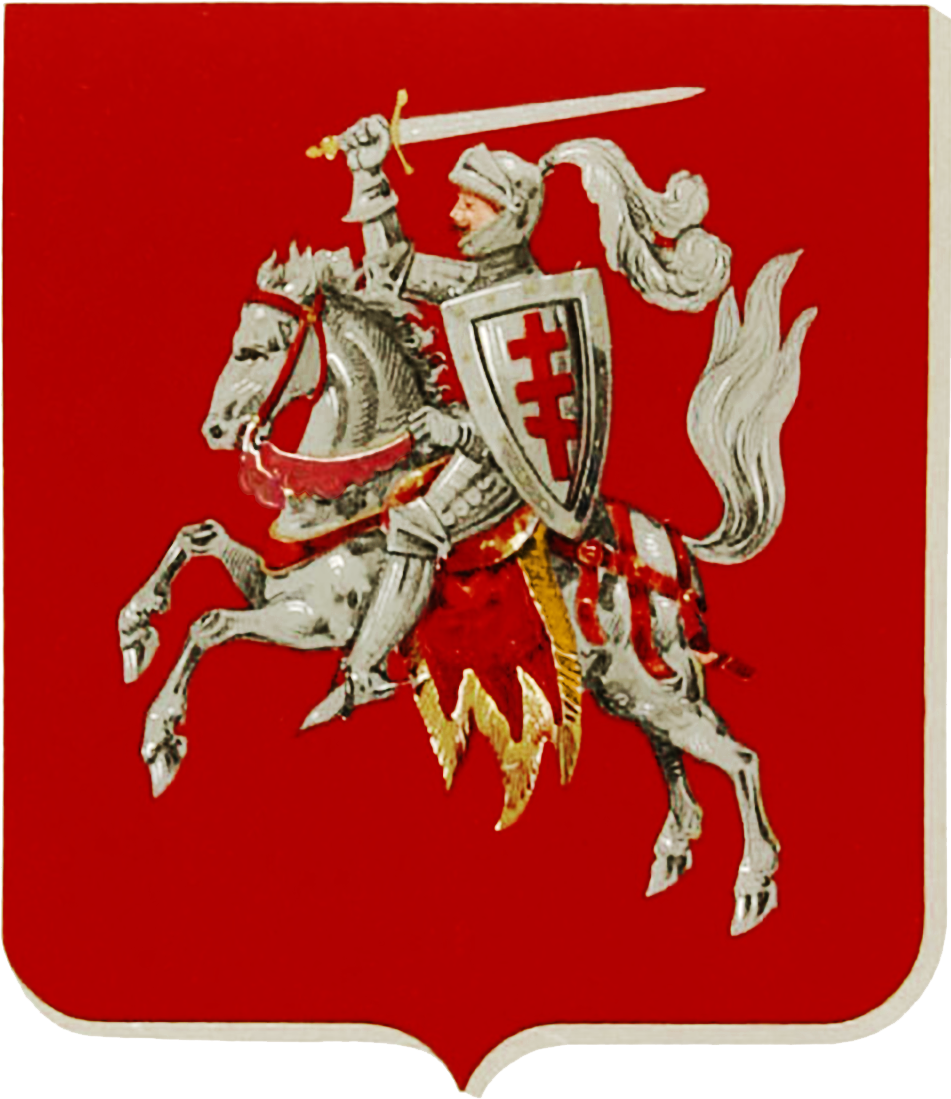
Герб Литовского княжества из Гербовника всероссийского дворянства В. Дурасова
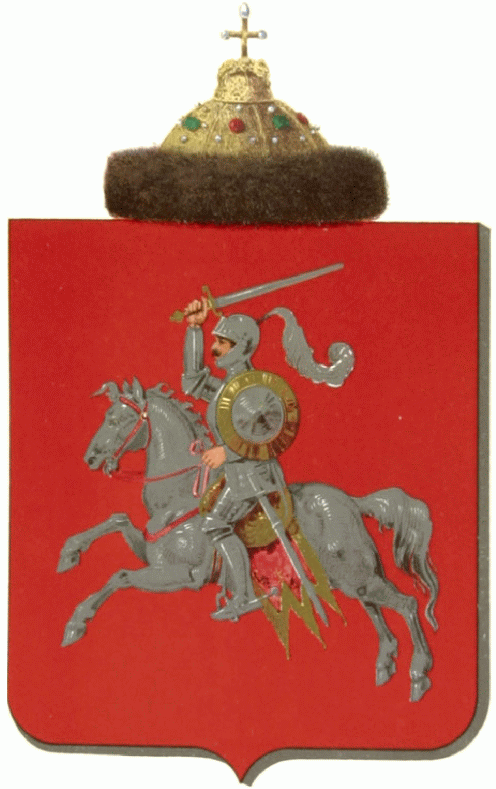
Герб Витебского княжества из Гербовника всероссийского дворянства В. Дурасова
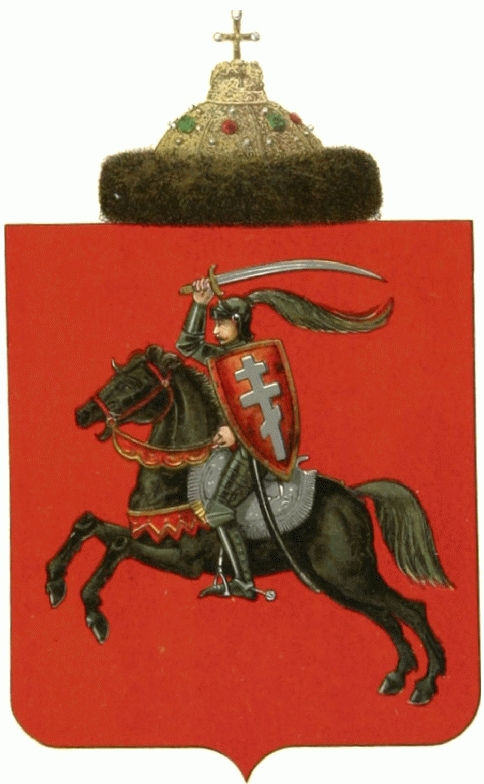
Герб Полоцкого княжества из Гербовника всероссийского дворянства В. Дурасова

Как символ присоединённых земель Погоня присутствовала на гербе Российской империи (объединённый герб княжеств и областей Белорусских и Литовских) вплоть до 1917 года.

Гербы областей и губерний Российской империи
Герб Полоцкой губернии и Полоцка, 1781
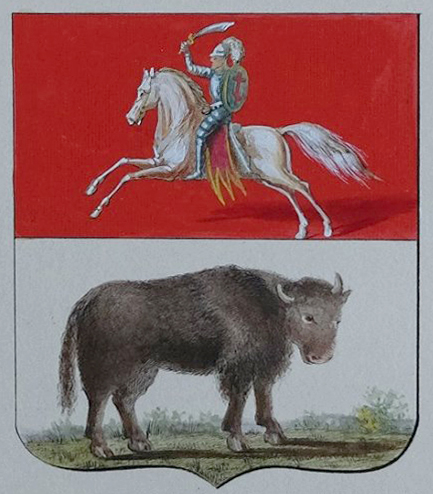
Герб Гродненской губернии. 1802 год
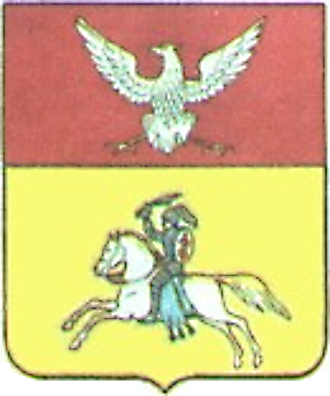
Герб Белостокской области. 1842 год
Герб Витебской губернии. 1856 год
Герб Виленской губнернии. 1878 год

Гербы городов Российской империи
Герб Витебска, 1781
Герб Верхнедвинска, 1781
Герб Городка, 1781
Герб Двинска, 1781
Герб Люцина, 1781
Герб Невеля, 1781
Герб Режицы, 1781
Герб Себежа, 1781
Герб Суража, 1781
Герб Могилёва, 1781
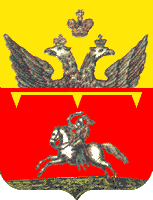
Герб Черикова, 1781
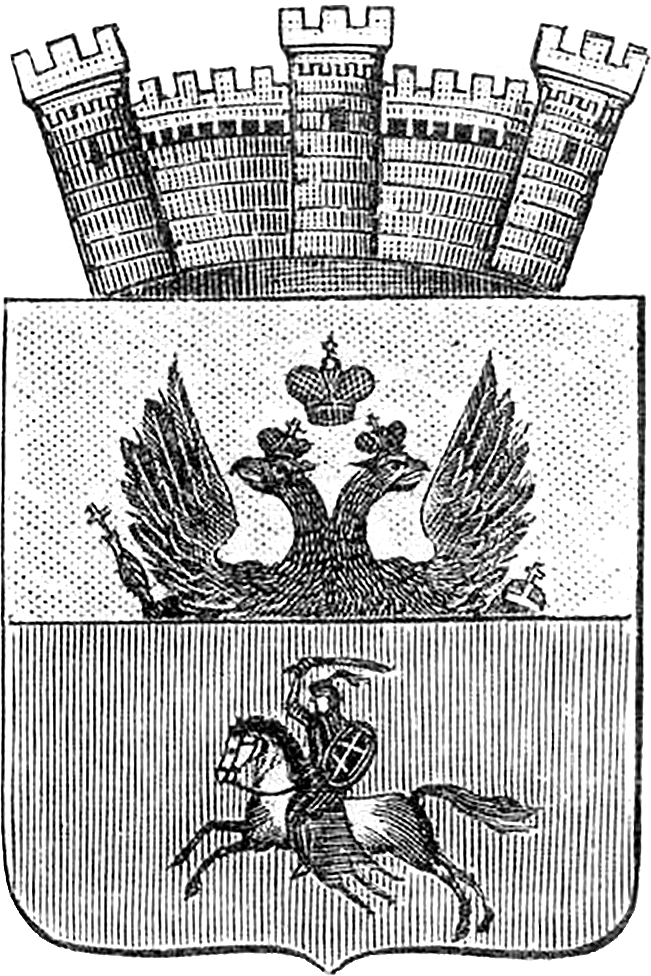
Герб Лепеля, 1852

## В польско-литовской геральдике
В качестве родового герба «Погоню» использовали роды, ведшие своё происхождение от Гедимина: Корецкие, Олельковичи, Бельские, Сангушки, Чарторыйские и другие. Позже в гербах Гедиминовичей появились и другие элементы. Кроме того, для отличия в гербах разных родов «Погоня» была различной по форме. Вариант «Погони», известный как «Малая Погоня» (рука с мечом), жаловался великими князьями литовскими некоторым шляхетским родам, происходившим с территории княжества. В конечном итоге сложилось пять видов «Погони»:
1. в червлёном поле всадник в латах и шлеме на белом коне. В правой руке к него обнаженный меч, а в левой щит с шестиконечным крестом, на коне седло с тремя концами;
2. такой же всадник, но с копьем, которое он держит, как бы намереваясь бросить его на врага;
3. нагой всадник на коне без седла и узды держит на воздухе, над головой, обнаженный меч;
4. в золотом поле выходящая из облаков рука в латах с обнаженным мечом, фигура эта повторяется в нашлемнике («Малая Погоня»);
5. в червлёном поле рука с мечом, а в нашлемнике до половины выходящий воин, вооруженный также мечом.

### Малая Погоня

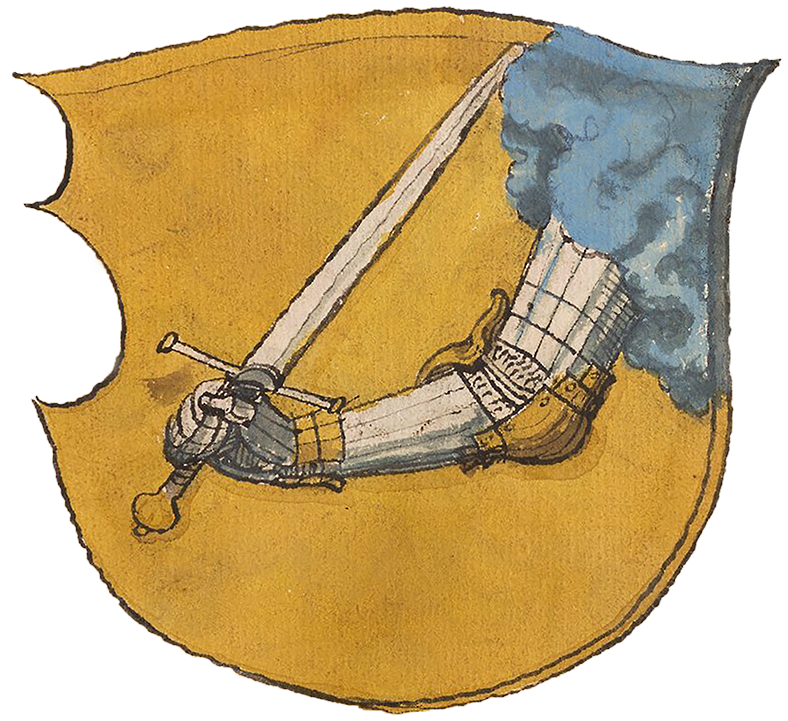
«Малая Погоня»

Малой Погонью называли польско-литовский герб, в виде усечённого варианта герба «Погоня». Он жаловался великими князьями литовскими некоторым шляхетским родам, происходившим с территории Великого княжества Литовского, а также административно-территориальным единицам в Речи Посполитой.

### Погоня русская

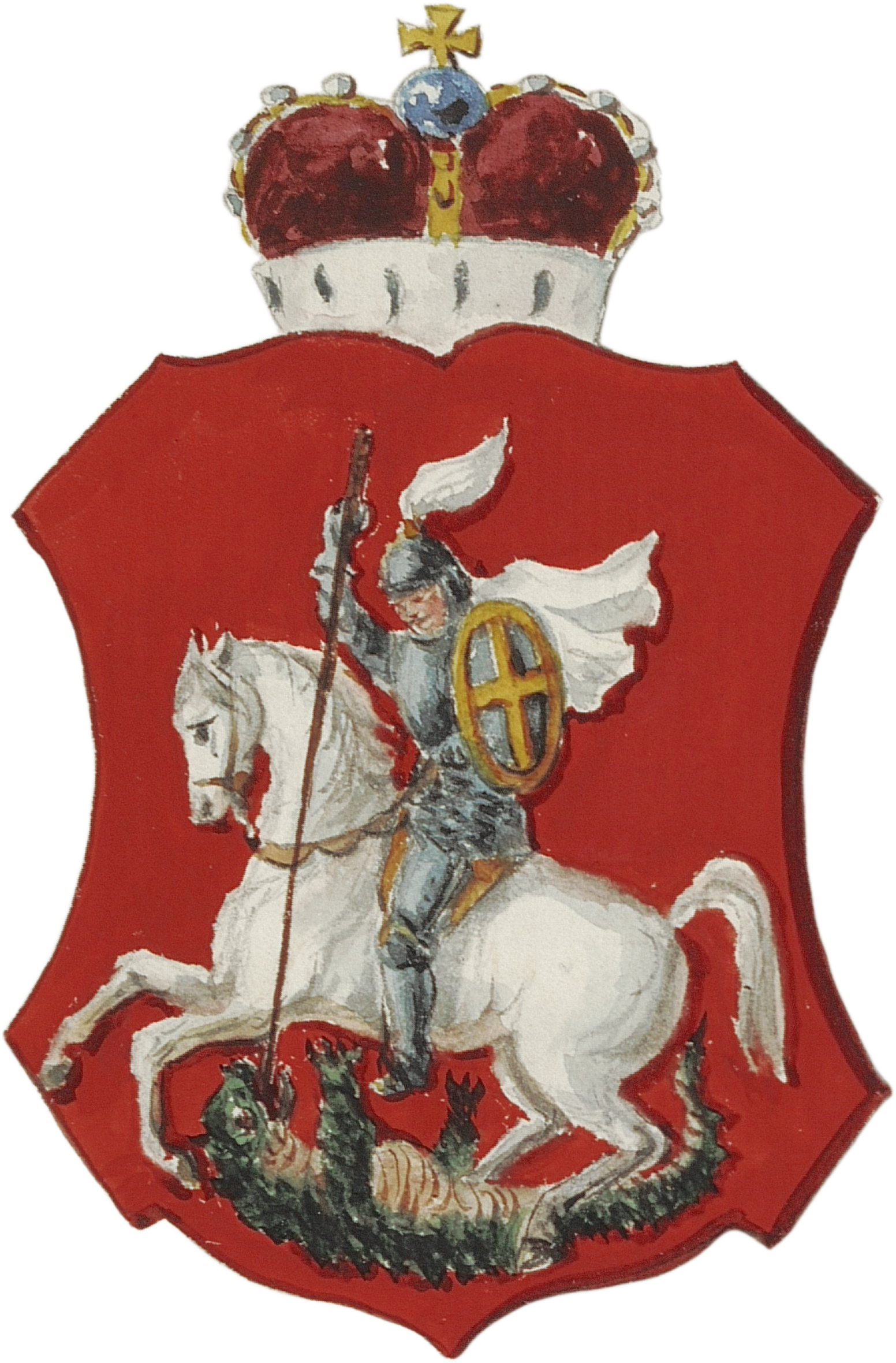
«Погоня русская»

В польской геральдике герб с изображением драконоборца (Георгия Победоносца) назывался «Русской Погоней» или «Русинской Погоней», так как он происходил с печатей князей Киевской Руси, чьи жители назвались русинами. Его использовали княжеские фамилии из династии Рюриковичей во времена Речи Посполитой и Российской империи. Также он присутствует в гербах городов и территориально-административных единиц Польши, Украины и России.
Существовала легенда, что он ведёт своё происхождение от святого Феодора Стратилат, убившего дракона. Енджей Суский в произведении «Волох или разговор волоха с поляком», изданном в 1606 году, представляет происхождение герба Погоня русская следующим образом:

Около 300 года н. э., во время правления греческого князя Феодора, на его родине, в провинции Ахайя, появился необыкновенно большой дракон, не только для скота, но и для вреда людям. Князь, сев на коня, с божественной помощью, напал на него, пронзил копьём и отсек ему голову. С этого времени потомки Феодора взяли образ человека на коне, пронзающего копьем дракона, в качестве герба.
Согласно Сускому, Киев основали римляне, потомки того самого Феодора. Как киевские князья, они пользовались этим гербом и именно от них происходят многие княжеские роды, известные из истории Польши.

### Погоня литовская

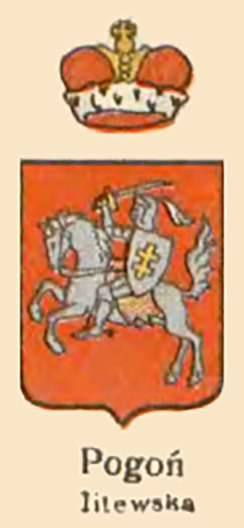
Погоня литовская. Теодор Хшоньский Tablice odmian herbowych Chrząńskiego, 1909

В первой половине XV века сложились два варианта герба ВКЛ: У Ягайлы — всадник с мечём и Патриаршим крестом («Бойчей»), у Витовта — такой же всадник, но с «Колоннами». Угасание рода Кейстутовичей предопределило победу герба ВКЛ с крестом. С тех пор пор Гедиминовичи, проживающие в Великом княжестве Литовском, а затем в Речи Посполитой и Российской империи используют Погоню с Патриаршим крестом.
«Погоня» входит в состав родовых гербов Гедиминовичей: Корецких, Хованских (I, 1), Голицыных (I, 2), Куракиных (I, 3), Трубецких (II, 1).

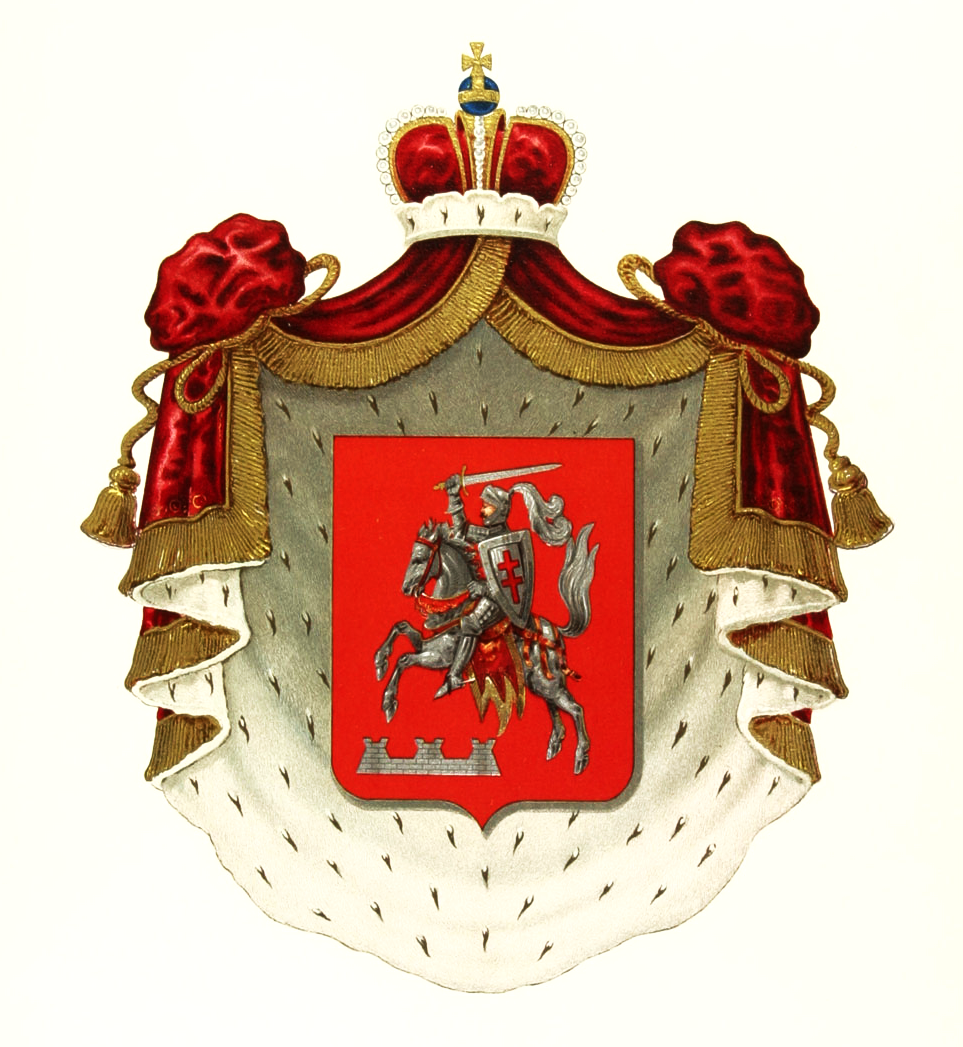
Герб Чарторыйских
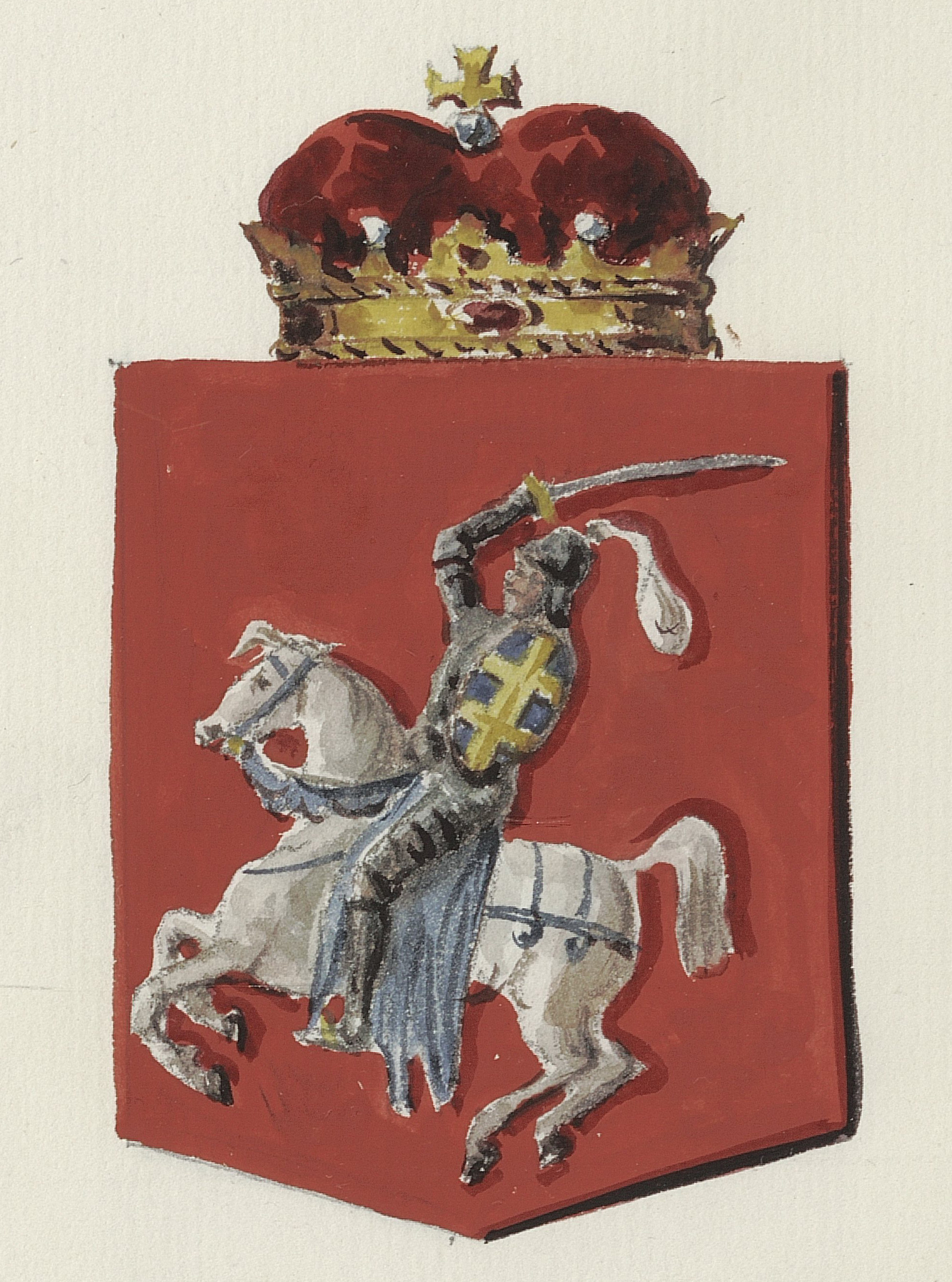
Герб Корецких
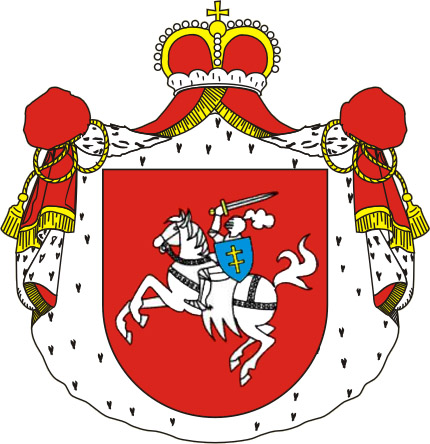
Герб Олельковичей
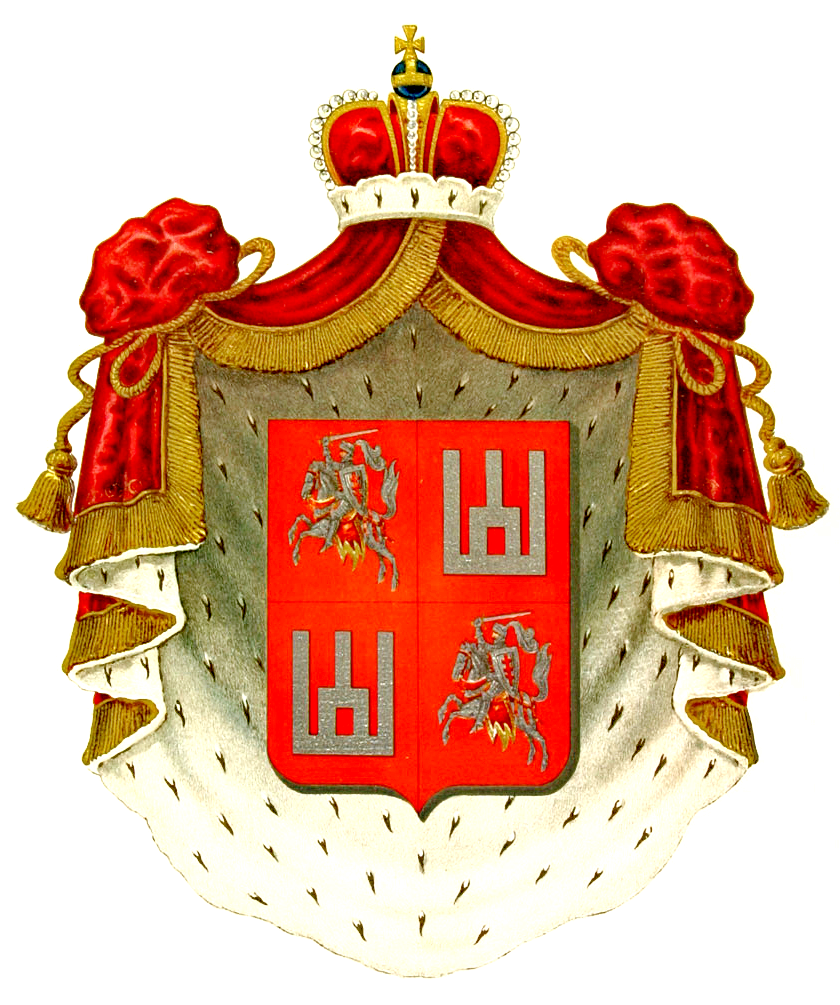
Герб Сангушко
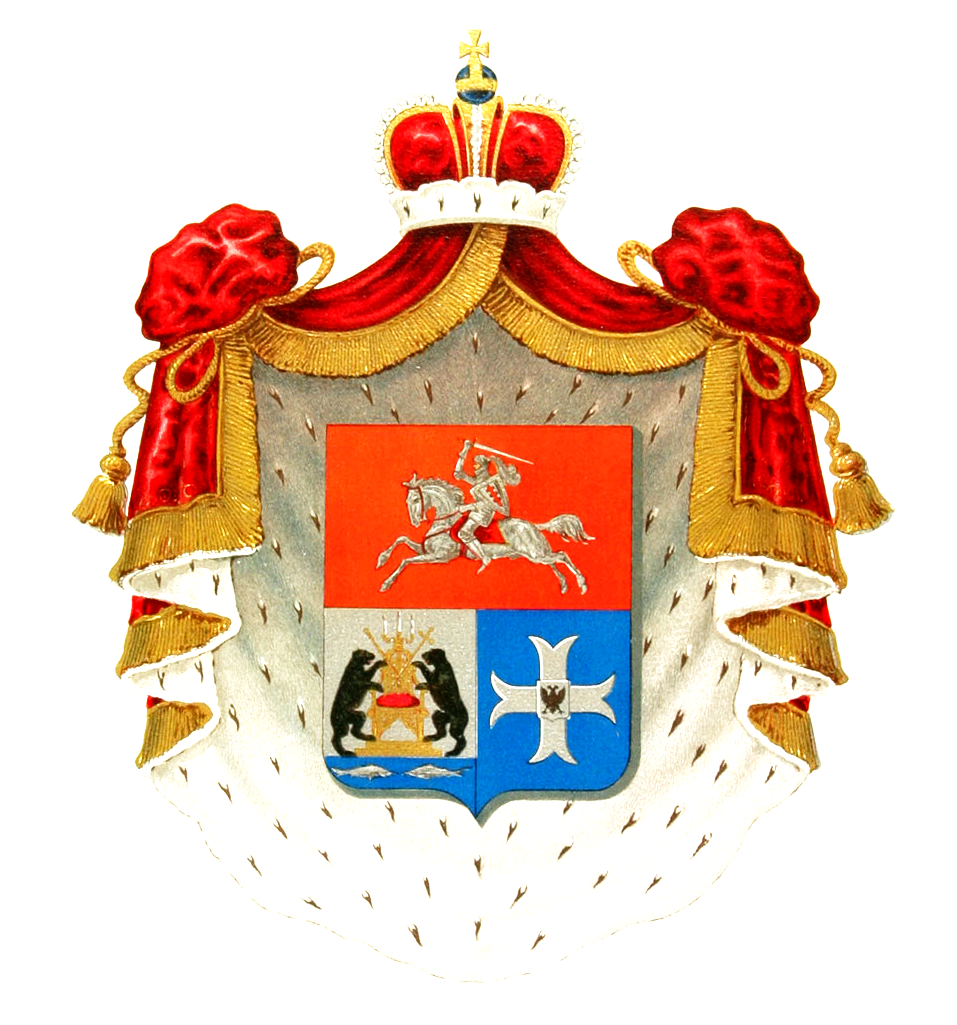
Герб Голицыных
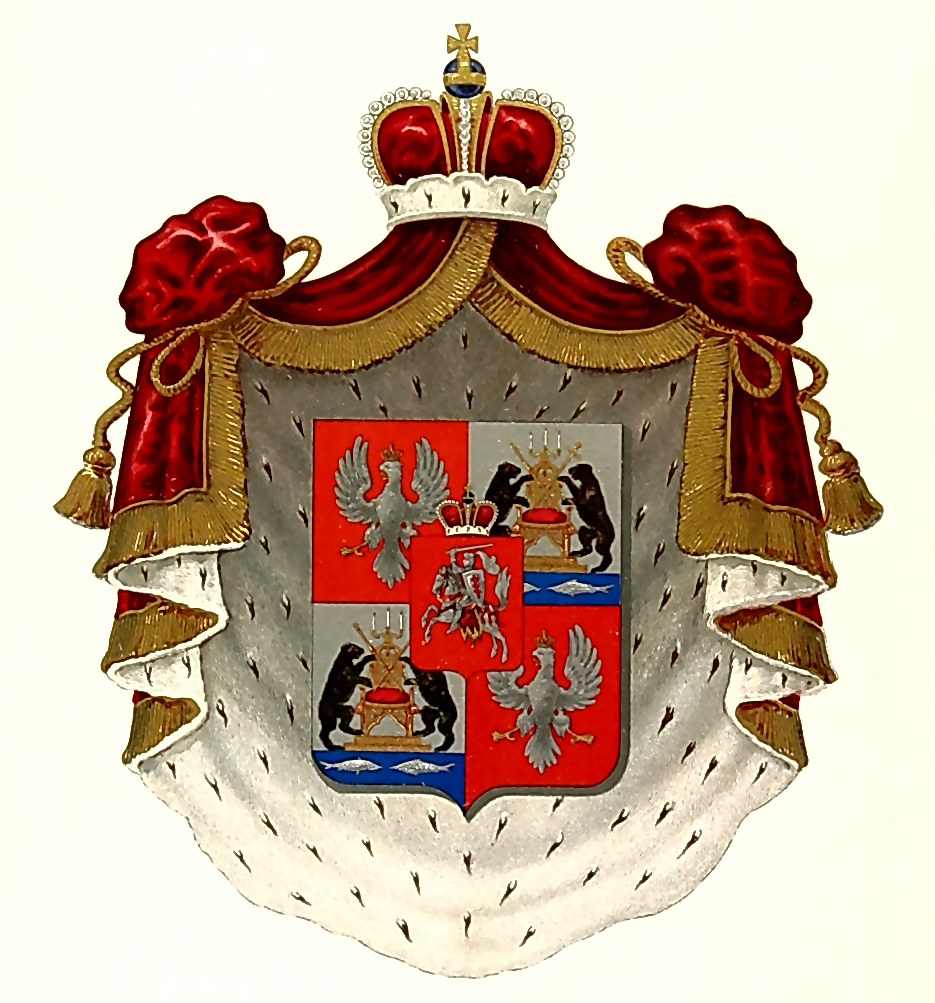
Герб Хованских
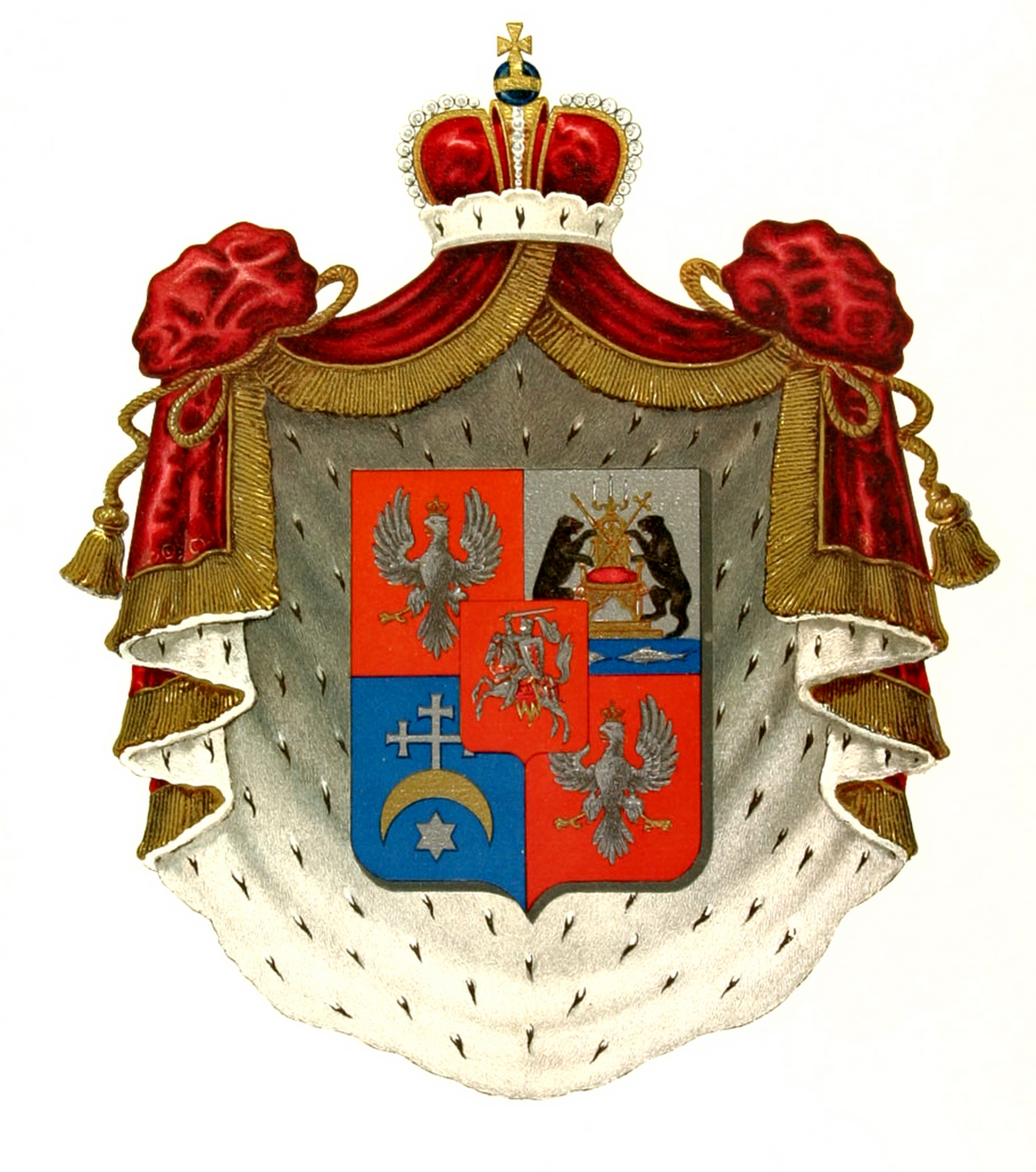
Герб Куракиных
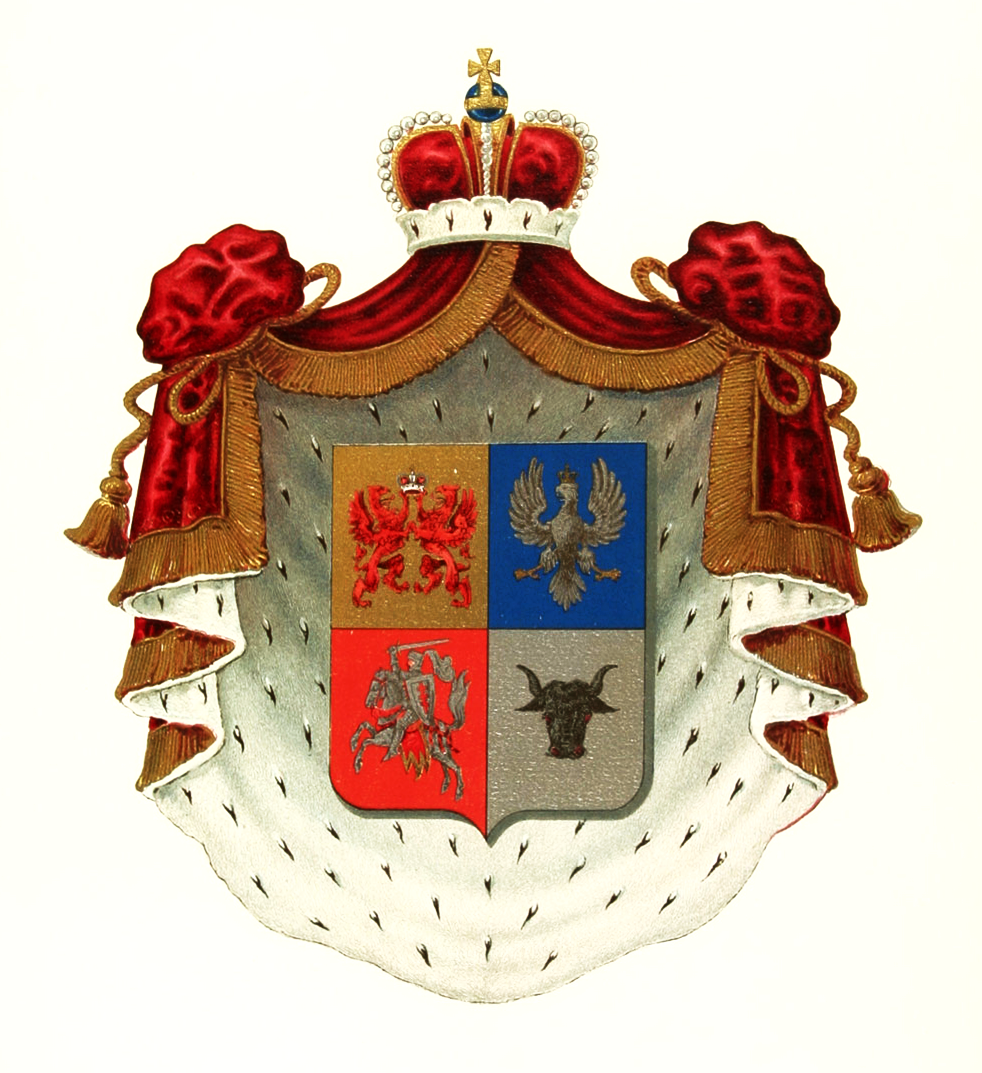
Герб Трубецких
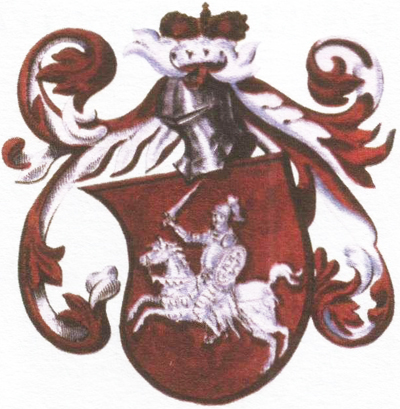
Герб Бельских
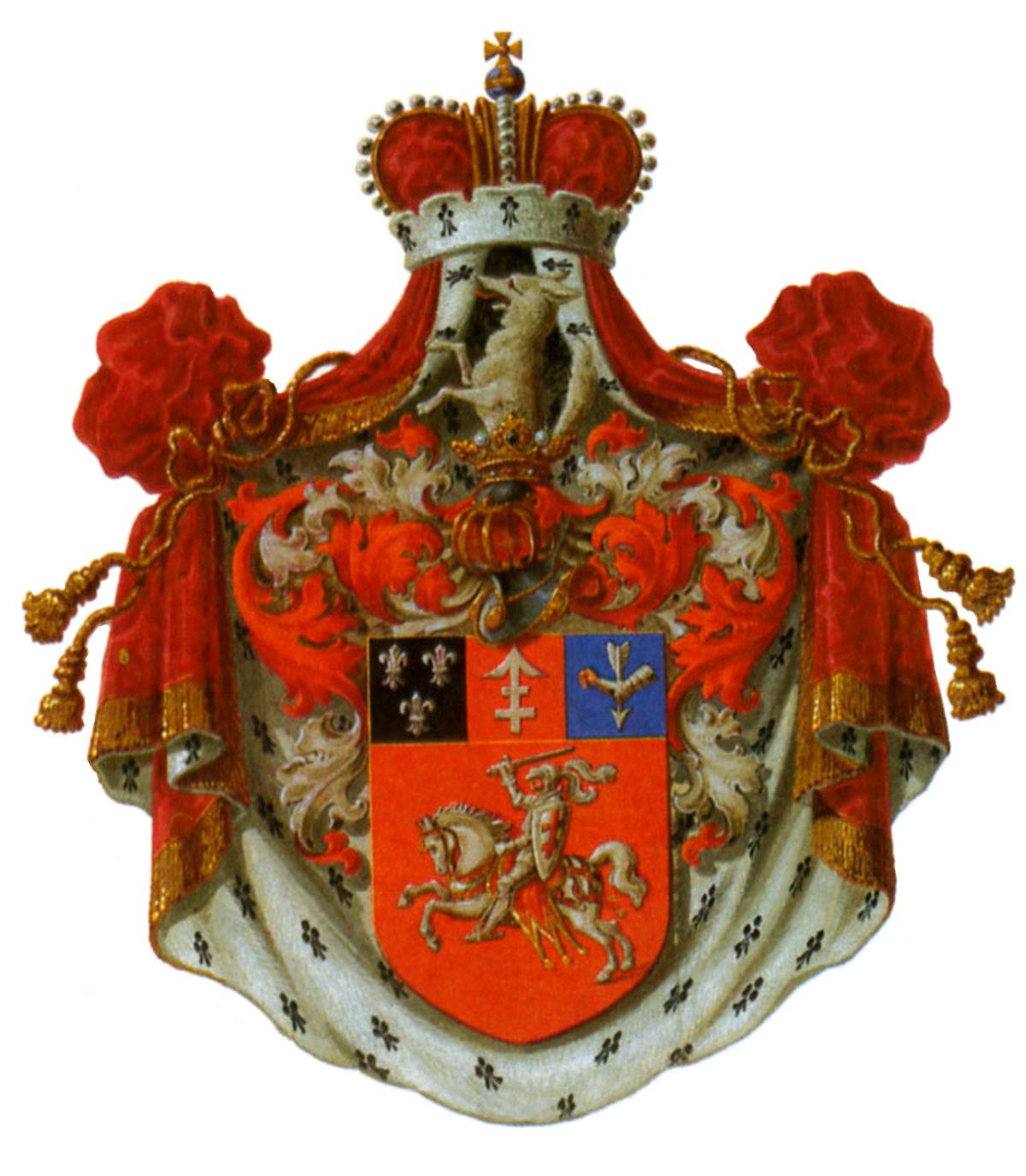
Большой герб Сапег русского подданства

## Новейшее время

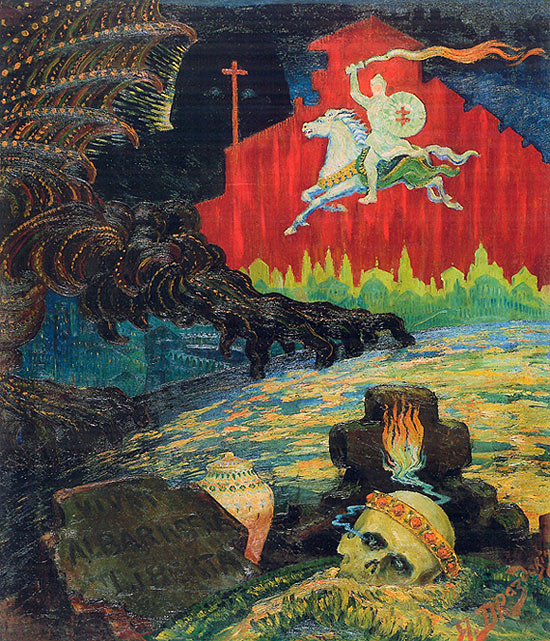
«Погоня» Язепа Дроздовича (1927)

В 1918 году «Погоня» стала гербом провозглашённой Белорусской Народной Республики и Литовской Республики. В советское время в Белоруссии и Литве «Погоня» как государственный герб не использовалась. В 1920—1922 годах «Погоня» была элементом герба Срединной Литвы, воспроизводившего герб Речи Посполитой.
В межвоенное время «Погоня» была в гербах Виленского, Подляшского, Полесского воеводств II Речи Посполитой, а также использовалась, наряду с бело-красно-белым флагом, белорусским движением в Западной Белоруссии. Во время Второй мировой войны оба эти символа использовались белорусскими коллаборационистами.
С 1988 «Погоня» стала символом национального движения в Белоруссии и Литве.

### Герб БНР
После Февральской революции национально настроенная интеллигенция стала добиваться автономии на территории с преобладанием белорусов. После Октябрьской революции бо́льшая часть территории Белоруссии была оккупирована Германией. На оккупированной территории 25 марта 1918 года представители нескольких национальных движений объявили о создании независимой Белорусской Народной Республики (БНР).
Первоначальной символикой БНР стали социалистические символы — атрибуты крестьянской трудовой деятельности: сноп, грабли и коса. Именно они были на печати Народного секретариата Белоруссии, которой заверялись первые официальные документы республики. Однако, многие деятели БНР видели в ней продолжение традиций Великого княжества Литовского и считали, что гербом республики должен стать герб княжества. Ещё в 1917 году Белорусский Национальный Комитет одобрил инициативу местных Советов и постановил считать исторический герб Великого княжества Литовского и Русского белорусской национальной эмблемой.
15 мая 1918 года Рада Белорусской Народной Республики утвердила герб «Погоня» в качестве государственного герба. 11 августа 1918 года в газете «Вольная Беларусь» было опубликовано официальное описание герба:

В красном поле изображение всадника — «Погоня».
После капитуляции Германии и отвода германских войск с территории современной Белоруссии, правительство БНР эмигрировало на Запад, где продолжало использовать Погоню, как герб республики.

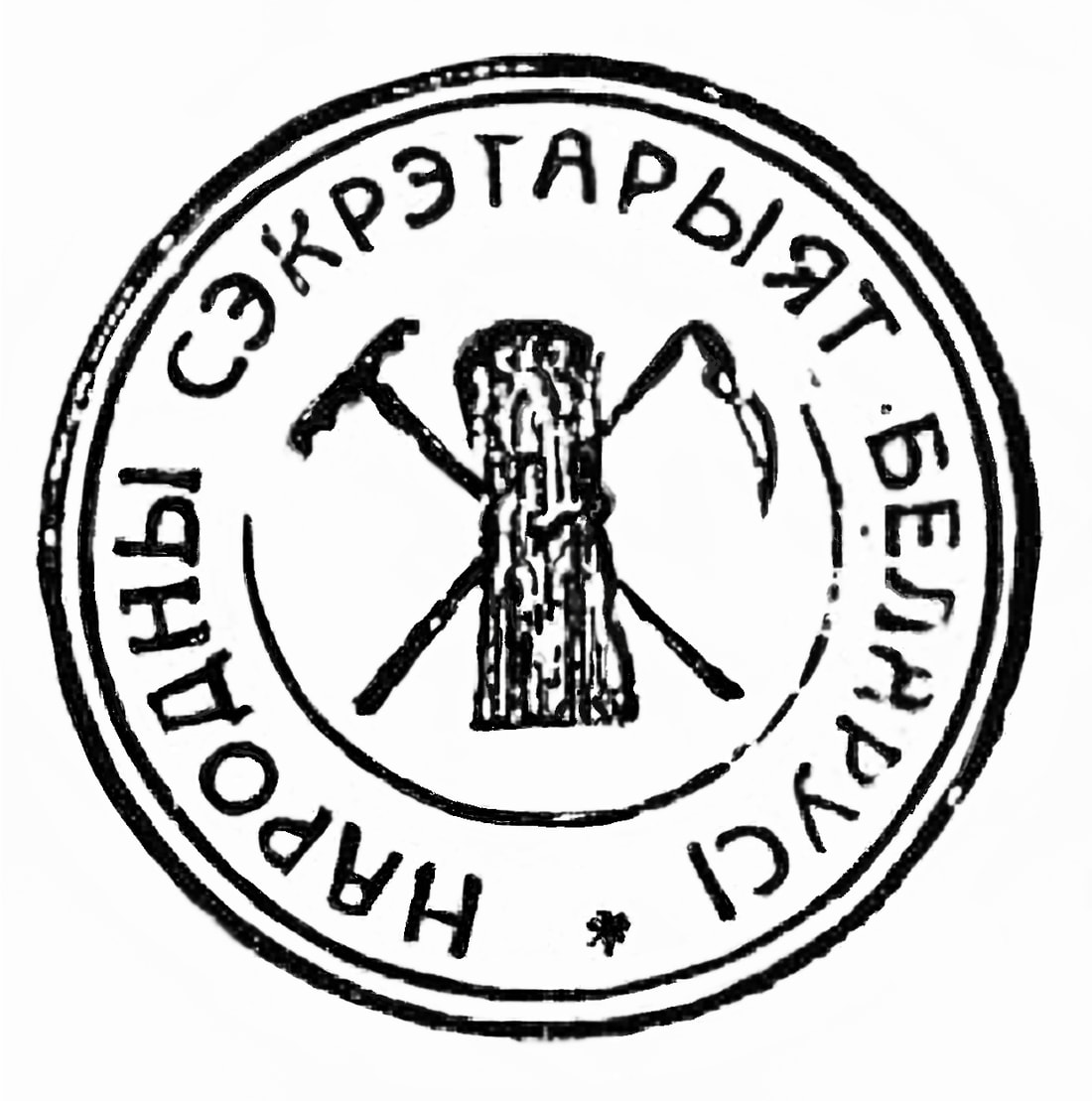
Первоначальная эмблема БНР
Прорисовка с обложки паспорта
Герб с внутренних страниц паспорта
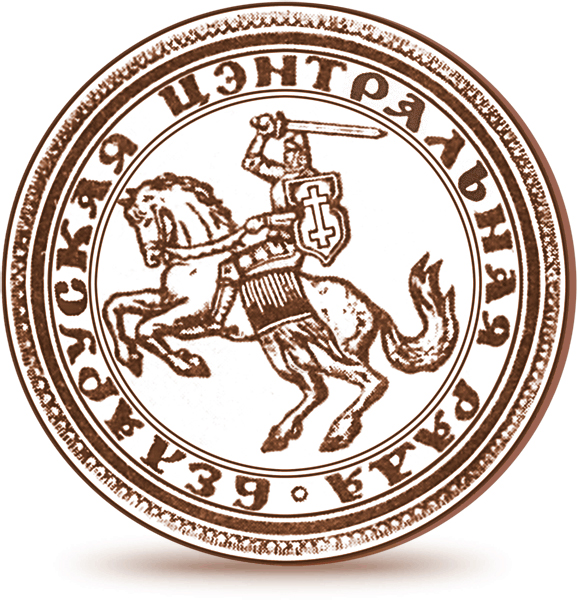
Печать Белорусской центральной рады 1943 г.
Марка, белорусской диаспоры за рубежом, 1950 г.

### Герб Срединной Литвы
В октябре 1920 года на территориях современной Литвы и Белоруссии, занятых в октябре 1920 войсками генерала Люциана Желиговского было создано государство Срединная Литва, с центром в Вильне. Образовалось при негласной поддержке польских властей и де-факто являлось марионеточным государством Польши, которая была единственным государством, признавшим её независимость. Позже вошло в её состав.
12 октября 1920 года Декретом Главнокомандующего армией введён герб.
Ст. 5. В качестве герба Срединной Литвы устанавливаю щит с орлом и погоней. 

Ст. 6. Красный флаг с орлом и погоней устанавливаю как государственный.
Оригинальный текст (пол.)Art. 5. Jako godło Litwy ustanawiam tarczę z Orłem i Pogonią.

Art. 6. Flage czerwoną z Orłem i Pogonią ustanawiam jako państwowa.

Фактически герб представлял собой красный рассечённый щит, в правом червлёном поле польский серебряный одноглавый коронованный орёл, в левом червлёном поле — серебряная литовская Погоня.
Этот герб был похож на герб Королевства Польского, утверждённый в феврале 1831 года Сеймом во время Ноябрьского восстания (1830).

Герб Срединной Литвы
Герб Польского восстания 1830—1831 годов
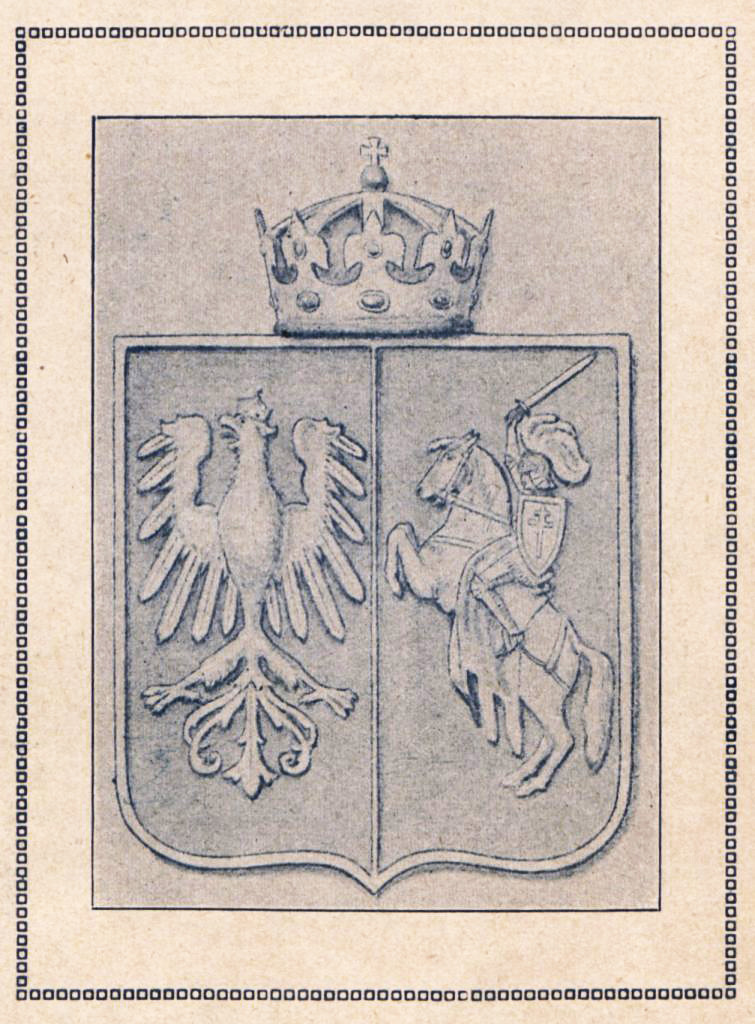
Рисунок герба 1920 года
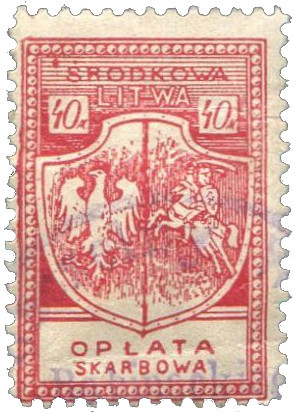
Герб на марке 1920 года
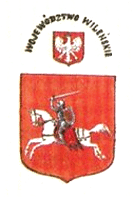
Герб Виленского воеводства 1926—1939 годов

### Герб Литвы
В ходе Первой мировой войны в 1915 году германские войска оккупировали Виленскую и Ковенскую губернии, из которых образована области Обер-Ост. С разрешения и при содействии германского имперского комиссара Литвы 18-22 сентября 1917 года в Вильне был создан Литовский Совет (лит. Lietuvos Taryba).
11 декабря 1917 года Литовский Совет провозгласил воссоздание литовского государства в границах 1793 года (ВКЛ до второго раздела Речи Посполитой), независимость от России и «вечные союзные связи Литовского государства с Германией». 16 февраля 1918 года Литовский Совет принял Акт о независимости Литвы. Номер правительственной газеты, в котором был опубликован Акт о независимости Литвы, вышел с изображением Погони в титуле.
В утверждённой Конституции 1928 года было следующее описание:

Ст. 8. Государственный герб: белый всадник на красном поле.
Это же описание сохранилось и в Конституции 1938 года.
С 1988 года широко использовался как национальный символ. Законом, принятым Верховным Советом Литовской ССР (впоследствии названный Восстановительным Сеймом) 11 марта 1990 года «О названии государства и гербе» восстановлен довоенный герб. В качестве эталона был утверждён образец, созданный художником Юозасом Зикарасом в 1925 году.
Законом, принятым Верховным Советом Литовской Республики (впоследствии названный Восстановительным Сеймом) 11 марта 1990 «О названии государства и гербе», восстановлен довоенный герб «Витис».

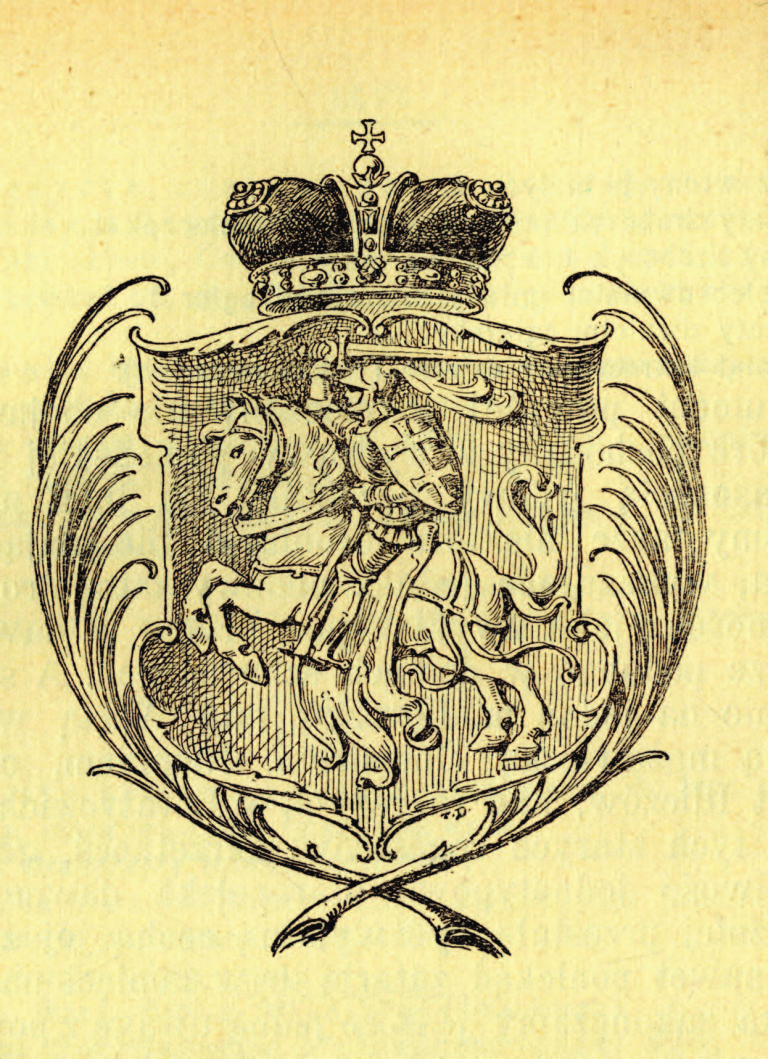
Белорусская Погоня. Рис. Тадеуша Дмоховского, 1910.
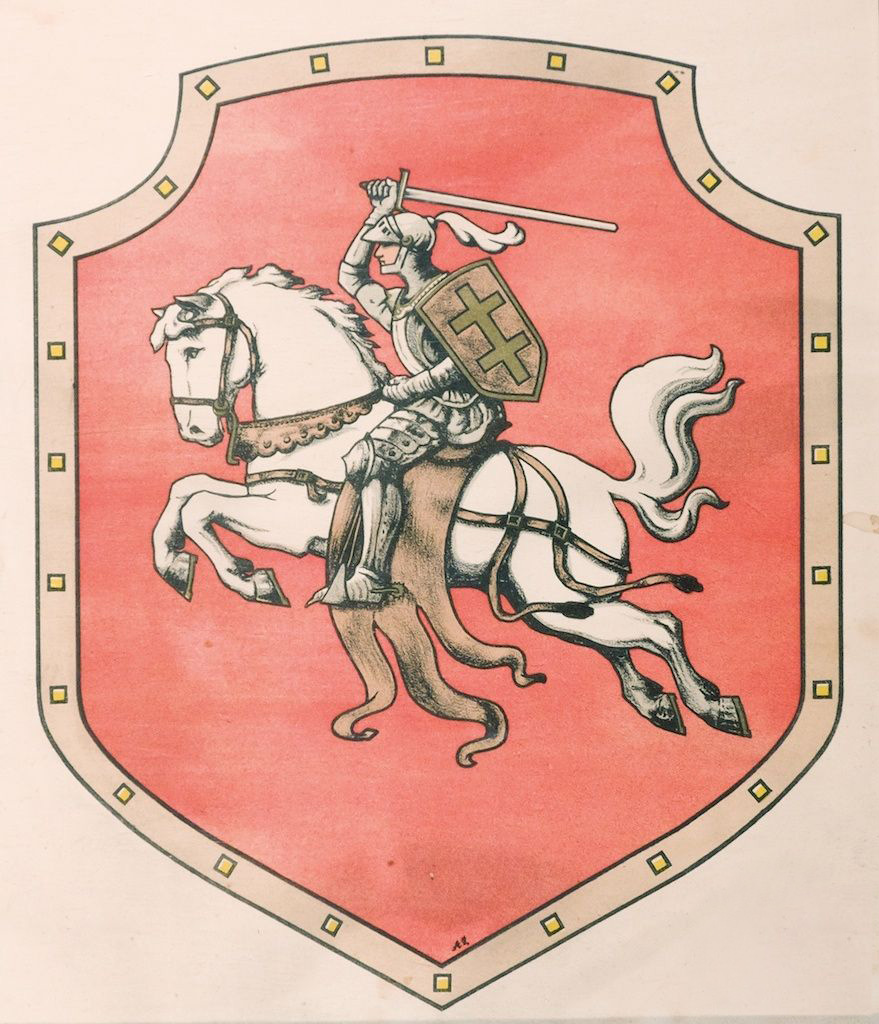
Герб «Витис» художника Антанаса Жмуйдзинавичюса. Ок. 1918
Герб с заграничного паспорта 1940 года.
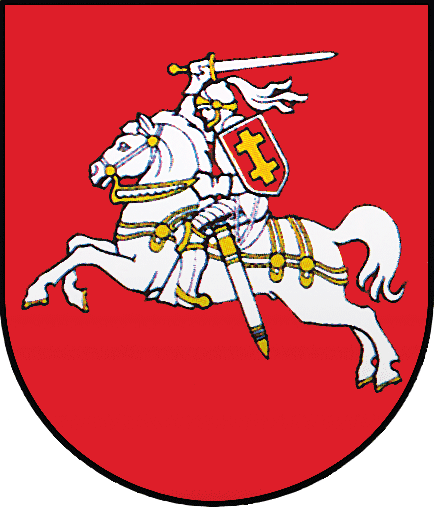
Герб Литовской Республики 1990—1991 годов
Герб Литовской Республики с 1992 года

### Герб Белоруссии 1991 года
Закон Республики Беларусь от 19 сентября 1991 года и постановление Верховного Совета республики от 10 декабря того же года утвердили «Погоню» гербом Республики Беларусь.
Официальное описание гласило:

Государственный герб Республики Беларусь «Погоня» является символом суверенитета Республики Беларусь, отражает исторический путь белорусского народа, многовековое существование и развития его государственности. Государственный герб Республики Беларусь — щит красного цвета с изображением погони белого (серебряного) цвета.

Изображение погони представляет собой вооруженного всадника верхом на коне в движении. В правой руке он держит горизонтально поднятый меч, в левой руке — щит, на белом поле которого шестиконечный золотой крест. С левой стороны у всадника ножны меча, из-под седла свисает трёхконечная попона.
В белорусском варианте герба изначальный шестиконечный крест заменён крестом Евфросинии Полоцкой.
Авторами стали художники Евгений Кулик, Владимир Круковский, Лев Талбузин.
14 мая 1995 года по инициативе Александра Лукашенко в Белоруссии был проведён референдум, на котором в том числе рассматривался и вопрос об установлении новых государственных флага и герба. По вопросу было вынесено положительное решение: по данным ЦИК «за» проголосовало 75,1 % голосовавших. По результатам референдума «Погоня» была заменена на новый герб, напоминающий герб БССР.
После референдума 1995 года герб стал использоваться в качестве одного из символов оппозиции к президенту Лукашенко. В начале 2000-х годов герб «Погоня» был включён в Государственный список историко-культурных ценностей Республики Беларусь.
Она есть на эмблемах различных организаций (например, Консервативно-Христианская Партия — БНФ, Общество белорусского языка им. Ф. Скорины, Объединение белорусов мира «Бацькаўшчына»), на нарукавном знаке 2271-й базы инженерных боеприпасов Вооружённых сил и др.

Проект большого Герба Республики Беларусь. А. Бежанов, 1991 г.
Герб Республики Беларусь в 1991—1995 годах
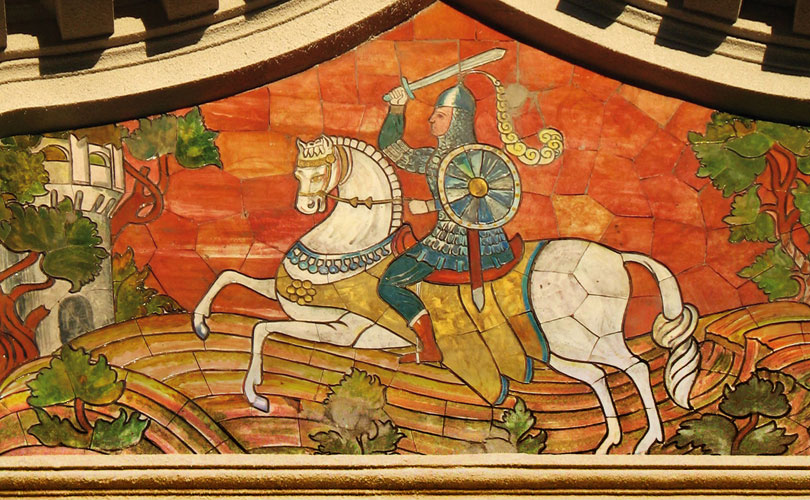
Погоня на здании Витебской академии ветеринарной медицины
Один из флагов, используемых оппозицией

### В территориальной геральдике

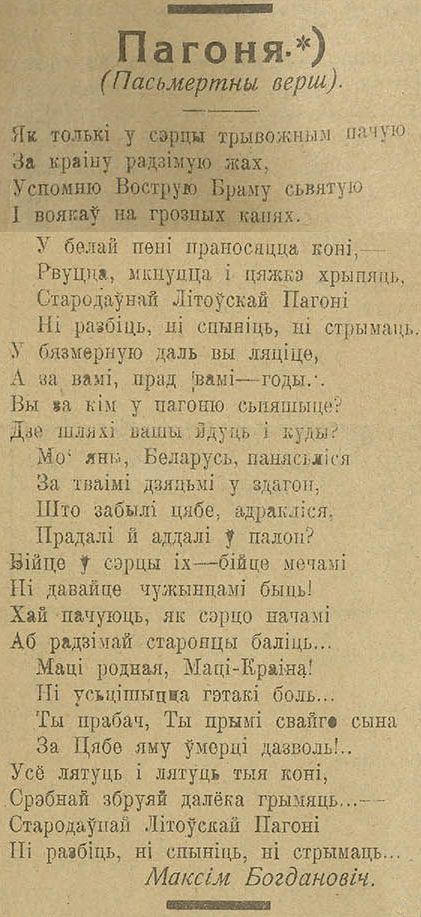
Стихотворение Максима Богдановича «Погоня»

В Белоруссии «Погоня» присутствует в гербах Витебской (из герба Витебской губернии) и Гомельской областей, ряда городов — Могилёва, Речицы, Верхнедвинска, Лепеля и других.
В Польше «Погоня» имеется в гербах Подляшского (Подляского) воеводства, города Белостока и Браньска, ранее входивших в состав Великого княжества Литовского, а также Бяльского повета и города Пулавы (Пулавского повета).
Вариант «Погони» является гербом российских городов Невеля, Себежа (Псковская область) и Велижа (Смоленская область), некогда входивших в состав Великого княжества Литовского, а также районов, центрами которых они являются.
На Украине «Погоня» присутствует на гербе Житомирской области, и на гербе города Изяслав (Хмельницкая область). «Погоню» использует в качестве своего символа Батальон имени Кастуся Калиновского, сформированный из белорусских политэмигрантов.

Герб Полесского воеводства Второй Польской Республики
Герб Подляского воеводства Третьей Польской Республики
Герб Бяльского повета Третьей Польской Республики
Герб Пулавского повета Третьей Польской Республики
Герб Пулав
Герб Белостока
Герб Браньска

## В литературе
```
Драконоборческий Егорий,
копье в горниле аллегорий
утратив, сохранил досель
коня и меч, и повсеместно
в Литве преследует он честно
другим не видимую цель.

Кого он, стиснув меч в ладони,
решил настичь? Предмет погони
скрыт за пределами герба.
Кого? Язычника? Гяура?
Не весь ли мир? Тогда не дура
была у Витовта губа.
```

Одноимённое патриотическое стихотворение — «Погоня» — в 1915 году, после начала Первой мировой войны, написал белорусский поэт-классик Максим Богданович (1891—1917). Испытывая тревогу за отчизну, лирический герой «видит Острую браму святую и воинов на грозных конях». В стихотворении дважды повторяются строки: «Старинной литовской Погони не разбить, не остановить, не сдержать» (Старадаўняй Літоўскай Пагоні // Не разбіць, не спыніць, не стрымаць). Стихотворение стало очень популярным и неоднократно было положено на музыку.
Гербу «Погоня» посвящено стихотворение Иосифа Бродского «Герб» из цикла «Литовский дивертисмент».

## Интересные факты
В 1948 Алеся Фурс , активистка национально-освободительного движения , была приговорена к 25 годам заключения за демонстрацию герба «Погоня» .